# Bandeira

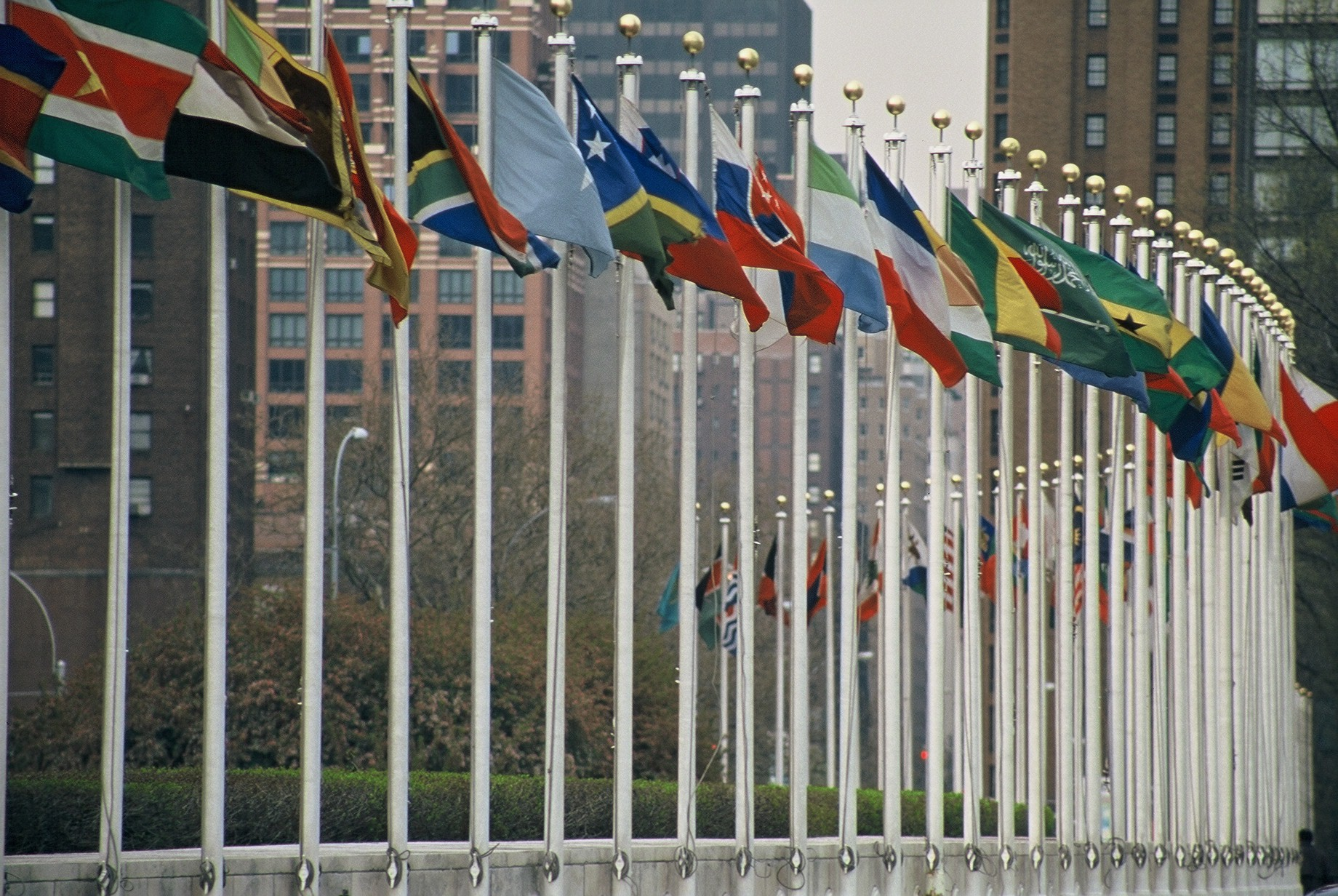
Bandeiras dos países membros das Nações Unidas arvoradas em frente à sede desta organização.

Uma bandeira constitui uma peça de tecido, geralmente oblonga e fixa por uma das bordas a uma haste ou adriça, contendo um arranjo abstrato e bidimensional, que pode incluir cores, figuras geométricas, emblemas e outros elementos gráficos. Originalmente usadas sobretudo como insígnias militares, as bandeiras são ainda hoje vistas como símbolos de liderança, de soberania e de posse, mas são também amplamente usadas para outros fins como a sinalização e a ornamentação.
As bandeiras são tradicionalmente feitas em filele, um tecido fino e leve que lhes permitem tremular ao vento. Contudo e conforme a utilização a que se destinam, poderão alternativamente ser feitas em outros materiais tais como seda, papel, plástico ou metal. Ainda que o formato retangular seja o mais hoje comum, existem muitas bandeiras como outros formatos tais como o quadrangular e o triangular. A imagem pintada, impressa ou digital de uma bandeira serve geralmente o mesmo propósito de uma bandeira material.
Uma bandeira é, na sua essência, um meio de comunicação visual à distância. Como tal, pode ser utilizada para identificar indivíduos, coletividades ou ideais, para sinalizar informações, avisos ou pedidos ou meramente para ornamentar. Ao ser usada como sinal de identificação de uma determinada entidade, a bandeira acaba por assumir frequentemente o estatuto de símbolo da mesma, servindo para a representar ou para demonstrar a afiliação àquela. Isto é especialmente verdade no caso das bandeiras nacionais, as quais são hoje em dia apercebidas pelo grande público como o principal símbolo das respetivas nações.
A vexilologia constitui a ciência que se dedica ao estudo das bandeiras. Já a vexilografia constitui a atividade de criação, bem como a descrição gráfica das bandeiras.

## História

### Primórdios
Não é conhecida com exatidão a data e o local de origem das bandeiras, mas a sua invenção deve-se aparentemente aos antigos povos do subcontinente indiano ou do que é hoje a China. É possível que as antigas bandeiras indianas e chinesas tenham uma origem comum nos vexiloides usados na Assíria e no antigo Egito. Precedendo historicamente as bandeiras, estes eram objetos com funções análogas às que viriam a ser assumidas por aquelas, que consistiam em varas encimadas com figuras metálicas de animais ou outras simbólicas. Frequentemente, os vexiloides tinham fitas de tecido afixadas às respetivas varas e as bandeiras poder-se-iam ter inicialmente desenvolvido a partir destas. Esta possibilidade poderá ser corroborada por se saber que algumas das hastes das antigas bandeiras indianas tinham o topo rematado com figuras semelhantes às exibidas nos próprios panos das bandeiras.

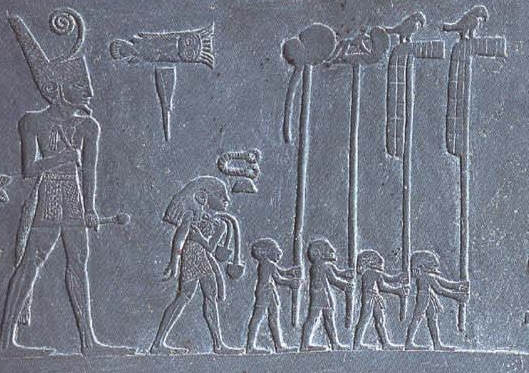
Vexiloides conduzidos diante do Faraó do Egito. Pormenor em baixo relevo da paleta de Nermer, c. 3100 a. C.

O antigo Egito é um dos locais de origem das primeiras representações registradas de vexiloides. Na paleta de Narmer encontram-se representados vários deles sendo conduzidos por diversos indivíduos, dispostos em fila perante o Faraó. Vexiloides do mesmo tipo eram também arvorados em embarcações. No período pré-dinástico, os egípcios utilizavam-nos como símbolos dos seus nomos (províncias), mas também os vieram a utilizar como signas militares durante as guerras travadas no próprio Egito e na Assíria. Vários escritores da Grécia antiga viriam mesmo a atribuir a criação deste tipo de signas precisamente aos egípcios. Segundo Diodoro Sículo, cada um destes vexiloides egípcios era em geral formado pela figura de um animal sagrado assente no topo de uma haste. Diodoro também descreveu outro tipo de vexiloides, que se assemelhava a um leque semicircular.
A antiga China é a origem de alguns dos primeiros registos da existência de bandeiras propriamente ditas. Eram ali utilizadas para identificar as diversas divisões e unidades dos exércitos. É assim sabido que, já durante a dinastia Chou no século XI a.C., uma bandeira de cor branca era levada por soldados chineses, não existindo contudo nenhuma representação daquela. Sabe-se que, em 660 a.C., um príncipe menor foi punido por não abater a sua bandeira perante o seu superior. Uma representação de bandeiras militares chinesas de uma época posterior (transição do século III a.C. para o II a.C.) aparece num baixo-relevo do túmulo do imperador Wu de Han, onde as ditas bandeiras figuram sendo levadas por cavaleiros. As bandeiras chinesas exibiam diversos emblemas como um pássaro vermelho, um tigre branco ou um dragão azul. Eram transportadas em carros de guerra e desfraldadas nas muralhas das cidades conquistadas. A bandeira imperial tinha os atributos de realeza, sendo identificada com o próprio monarca e tratada com um respeito semelhante, sendo assim crime tocar até no seu porta-bandeira. A queda da bandeira significava derrota numa batalha, raramente o imperador se expondo a si próprio e à sua bandeira, a qual era normalmente confiada à guarda de um general.

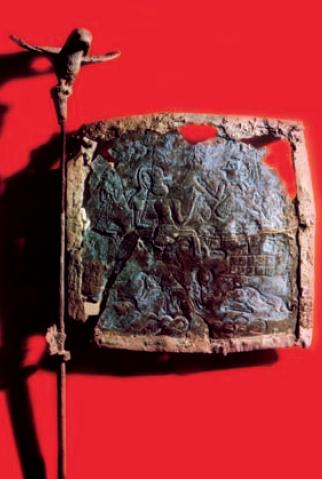
Derafsh da antiga Pérsia, c. 2400 a.C.

Na antiga Índia, as bandeiras tinham também uma importância elevada, sendo arvoradas em carros e em elefantes de guerra. A bandeira era o primeiro alvo do inimigo, durante uma batalha, resultando a sua queda ou captura em confusão ou mesmo derrota do seu detentor. As bandeiras indianas tinham frequentemente um formato triangular, nas cores verde ou escarlate, contendo uma figura bordada a ouro e sendo franjadas também a ouro. Há notícia que, em 1542 a.C., foi usada uma bandeira branca como sinal de tréguas, o que parece evidenciar já o uso de bandeiras como meio de sinalização. A partir da Índia e da China, o uso de bandeiras espalhou-se para o que são hoje o Myanmar e a Tailândia, bem como para outras regiões do Sudeste Asiático.
Talvez a mais antiga bandeira ainda hoje preservada seja um derafsh (em persa: درفش) da antiga Pérsia, feito em bronze e datado de cerca de 2400 a.C., descoberto na província da Carmânia do atual Irão. O derafsh consistia num tipo de signa militar persa, usada durante o Primeiro Império Persa, suspensa de uma haste e feita em madeira, bronze, osso, pele ou tecido, onde estavam gravados diversos desenhos e padrões. O derafsh encontrado na Carmânia contém a representação de um homem sentado frente a uma mulher ajoelhada, com uma estrela entre ambos.

No mundo ocidental, o vexilo (em latim: vexillum), usado como signa militar pelos antigos romanos, constituía um tipo primitivo de bandeira, composto por um tecido quadrangular ou retangular, pintado em cores vivas, pendendo de uma travessa horizontal apensa ao topo de uma haste vertical. Sendo talvez o primeiro objeto do Ocidente que se enquadra no moderno conceito de bandeira, o vexilo está na origem do termo "vexilologia", criado por Whitney Smith, na década de 1950, para designar a ciência que estuda as bandeiras.

### Idade Média

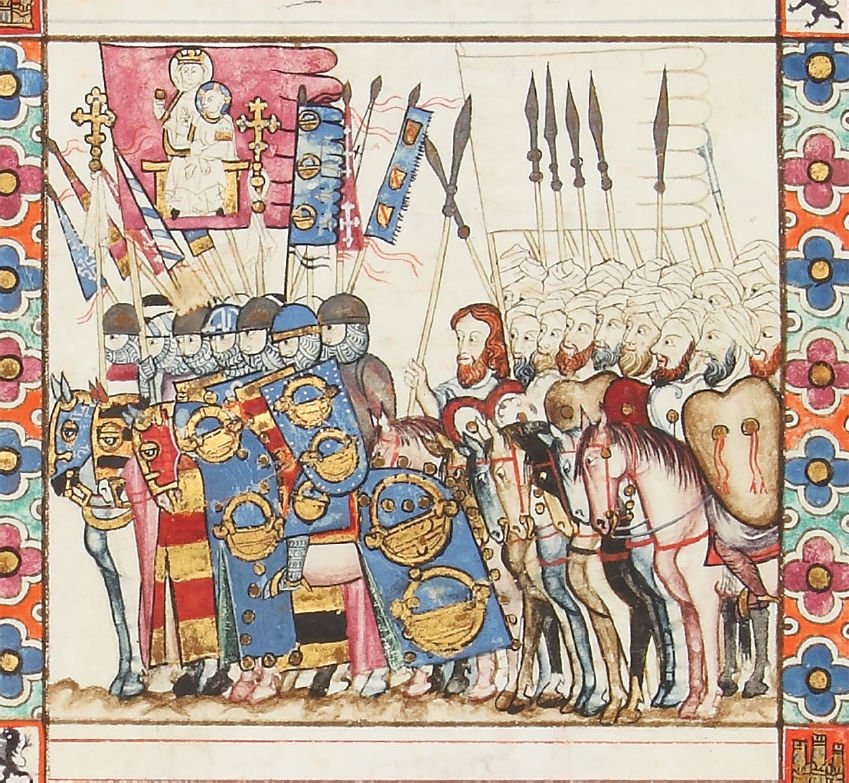
Cavaleiros medievais cristãos e seus aliados muçulmanos, com diversos tipos de signas em uso na Península Ibérica da época. Miniatura das Cantigas de Santa Maria, século XIII.

A popularização das bandeiras surgiu durante a Idade Média, na sequência do desenvolvimento da produção de seda na China e da sua propagação ao longo da Rota da Seda.
Os sarracenos foram dos primeiros povos a usar a seda na elaboração das bandeiras. Na história dos primórdios do Islão, é já mencionado o uso de bandeiras, o qual terá provavelmente sido introduzido por influência indiana. Contudo, a proibição do uso de imagens - considerada idólatras pela religião islâmica - fez com que as bandeiras sarracenas fossem bastante mais simples que as indianas, apresentando uma única cor, geralmente o preto, o branco, o vermelho ou o verde. A história da conquista de Meca no século VII menciona o uso de uma bandeira de cor negra por Maomé e de bandeiras de cor verde pelos seus seguidores. Existem evidências de que, a partir do Califado Ortodoxo, os netos de Maomé usaram bandeiras semelhantes, de formato geralmente triangular, sendo desfraldadas em hastes verticais. As seguintes dinastias islâmicas usavam bandeiras de cores variadas, geralmente inspiradas nas bandeiras que haviam supostamente sido usadas pelos diversos profetas daquela religião. Apesar da restrição à representação de figuras, por volta de 1250, os turcos acabariam por adotar o crescente (já considerado um símbolo sagrado pelos assírios no século IX a.C.) como figura simbólica e exibi-lo nas suas bandeiras, influenciando também as bandeiras usadas por diversos outros povos muçulmanos. Aos sarracenos é atribuída a introdução do uso de bandeiras na Península Ibérica, a partir da qual o seu uso se propagou para o resto da Europa, onde acabaria por ganhar popularidade apenas no século IX.
Um outro tipo primitivo de bandeira, cujo uso na Europa se encontra registado desde o século IX, é o estandarte do Corvo  (em nórdico antigo: Hrafnsmerki e em inglês antigo:  Hravenlandeye), em uso pelos viquingues. Este tinha a natureza de um totem, sendo constituído por uma bandeira triangular, com a borda exterior arredondada, contendo o desenho de um corvo e sendo hasteada numa haste vertical. No século X, o estandarte do Corvo foi também adotado pelos povos hiberno-nórdicos dos reinos de Dublin e da Nortúmbria. Uma imagem deste estandarte pode ser vista numa moeda mandada cunhar pelo rei Olaf Cuaran de Dublim, por volta do ano de 940. Na moeda, o estandarte está representado como uma bandeira com a forma de um triângulo retângulo, correspondendo os lados equiláteros à borda superior e à borda vertical junto à haste, enquanto que o lado da hipotenusa corresponde à borda exterior, da qual pendem cinco pestanas ou borlas. O centro do estandarte contém o ícone de um corvo.

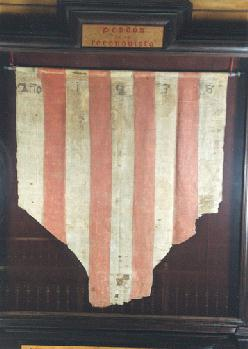
Pendão içado na conquista de Valência em 1238, a bandeira ainda preservada mais antiga da Europa.

As cruzadas, iniciadas no século XI, levaram ao enorme desenvolvimento do uso de bandeiras pelos europeus, provavelmente incentivado pela observação e consequente imitação da utilização das mesmas pelos árabes. Generalizou-se então o seu uso como sinais de comando, pelos reis, senhores e outros chefes militares europeus, bem como pelas ordens de cavalaria. Durante os combates, as bandeiras eram usadas como sinal de guiamento, ajuntamento e transmissão de ordens às tropas, bem como distintivo de identificação de um determinado contingente militar perante os seus aliados, nomeadamente para evitar o que é hoje chamado eufemisticamente de "fogo amigo". Dada a importância crítica dos diversos chefes serem inequivocamente identificados perante as respetivas tropas e os seus aliados, cada um deles começou a adotar uma bandeira que fosse inconfundível com as restantes, através da diferenciação das cores e dos desenhos nela ostentados. Sendo a cruz o emblema comum dos cruzados, a respetiva cor passou a ser usada para diferenciar a nacionalidade de cada contingente de tropas. Assim, em 1188, os franceses, os ingleses, os flamengos e os italianos acordaram passar a usar nas suas bandeiras cruzes de cor, respetivamente, vermelha, branca, verde e amarela. Entretanto, mais tarde, os franceses e ingleses acabariam por trocar de cores, ficando a cruz vermelha inglesa conhecida como "cruz de São Jorge" e a cruz branca francesa conhecida como "cruz de São Dinis". A necessidade de correta identificação dos combatentes levou também ao surgimento, nesta época, da heráldica. Sendo, logo desde o início, um dos principais meios de exibição de brasões e de outros símbolos heráldicos, as bandeiras em uso na Europa medieval acabariam mesmo por ser tornar quase exclusivamente bandeiras heráldicas.

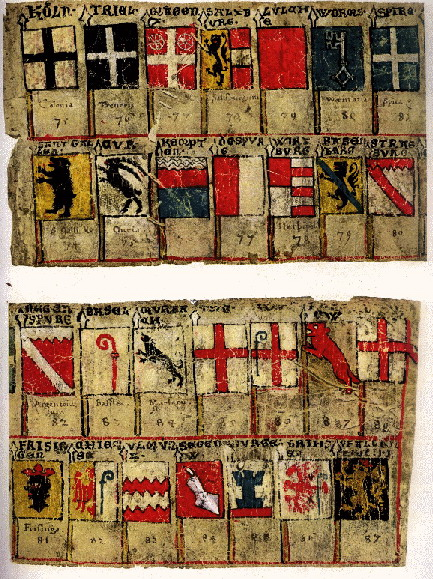
Bandeiras heráldicas contidas no Zürcher Wappenrolle, armorial suíço do século XIV.

No século XII, o uso de bandeiras no mundo ocidental estaria já bastante sistematizado, o que é evidenciado nas Sete Partidas, mandadas elaborar pelo rei Afonso X de Castela e Leão (1252-1284), a quais, no conjunto de leis referentes à guerra, inclui talvez a mais antiga regulamentação de vexilologia hoje conhecida. Esta regulamentação refletiria as correspondentes práticas então em vigor, na Península Ibérica ou mesmo em todo o Sul da Europa, designando como "sinas" ou "signas" (em castelhano antigo: señas) os sinais militares hoje genericamente referidos como "bandeiras". As diversas signas repartiam-se, por sua vez, em duas classes, a primeira constituída pelas "signas maiores" e a outra pelos "pendões". A principal signa maior era o chamado "estandarte" - de formato quadrado e sem farpas - para uso particular dos imperadores e reis. De entre os pendões, destacava-se o designado "aposentador" ou "posicional" (em castelhano antigo: posadero) - de formato triangular - reservado aos mestres das ordens de cavalaria e aos chefes de mais de 50 cavaleiros e a chamada "bandeira" - de formato retangular - para uso dos chefes de mais de 10 cavaleiros. Verifica-se assim que o termo "bandeira" tinha então um significado ainda muito restrito, designando apenas um único dos diversos tipos de signas.
Signas equivalentes às referidas nas Sete Partidas eram também usadas no resto da Europa, mas a sua nomenclatura podia variar. Assim, na região de influência cultural anglo-normanda (Flandres, Norte de França e Grã-Bretanha), a signa quadrada principal, referida como "estandarte" nas Sete Partidas, era designada "bandeira" (em francês:  bannière e em inglês:  banner), enquanto que o termo "estandarte" (em francês: étendard e em inglês: standard) era aplicado a uma grande signa triangular terminando em duas pontas redondas. A nomenclatura anglo-normanda acabou por prevalecer, sendo inclusivamente adotada parcialmente na própria Península Ibérica, onde o estandarte real quadrado passou a ser referido frequentemente como "bandeira real". O vocábulo "bandeira" acabou por ganhar um significado mais amplo, passando a designar genericamente todos os sinais e insígnias de pano. Com o tempo, a nomenclatura das bandeiras acabou por se tornar bastante ambígua, com o mesmo vocábulo sendo usado para designar tipos diferentes de bandeiras ou, pelo contrário, o mesmo tipo de bandeira sendo designado por vocábulos diferentes. Esta realidade está ainda hoje presente na vexilologia, cuja nomenclatura se apresenta ainda muito pouco padronizada, em contraste com o que acontece na heráldica.

### Idade moderna
A popularidade do uso de bandeiras também se propagou ao mar, onde ganhou um grande incremento a partir do século XVI, com o início da idade moderna e da era das grandes navegações à vela, acabando inclusive por se desenvolver muito mais que o correspondente uso em terra. A importância das bandeiras no mar, nas suas várias vertentes, levou ao desenvolvimento de um alargado conjunto de normas e práticas relacionadas com a sua utilização, muitas das quais estão na base das atuais regras de protocolo e etiqueta das bandeiras.

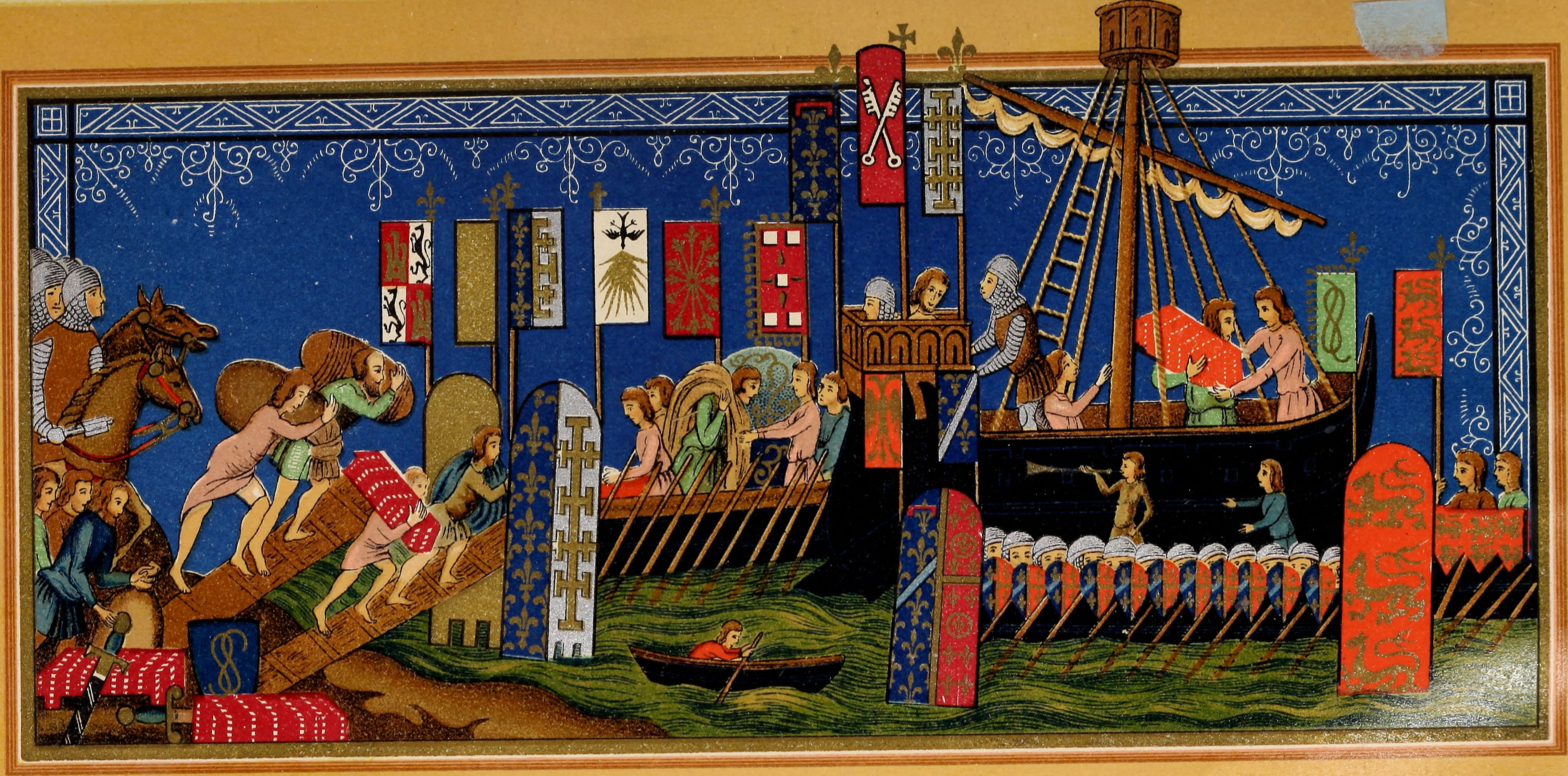
Embarque de cavaleiros para as Cruzadas, arvorando as suas signas nas embarcações. Miniatura dos Estatutos da Ordem do Espírito Santo, século XIV.

Os navios arvoraram bandeiras desde muito cedo. Na Idade Média, era comum que os cavaleiros e outros chefes militares assumissem o comando dos navios de guerra, içando nos mesmos as suas signas, que exibiam geralmente brasões e outros símbolos heráldicos. Aqueles navios arvoravam assim bandeiras heráldicas análogas às signas militares usadas em terra e utilizadas com fins muito semelhantes. Mas no mar - e em contraste com o que aconteceu em terra onde o uso de bandeiras foi quase exclusivamente militar até muito tarde - também o uso de bandeiras em âmbito não militar ocorreu desde muito cedo. Com efeito e por força do direito internacional marítimo, dos tratados de comércio e navegação e das obrigações aduaneiras, os navios mercantes precisavam de assinalar à distância - perante terra e perante outros navios - o seu local de origem, sendo as bandeiras o meio ideal para tal. Um exemplo precoce encontra-se registado no acordo comercial entre o rei Eduardo I de Inglaterra e o conde Guido da Flandres, assinado em 1274, o qual estabelecia já a obrigação expressa dos navios mercantes usarem as bandeiras corretas do seu local de origem para se identificarem. A prática originalmente seguida pelos navios mercantes era a de içarem bandeiras indicativas do respetivo porto de armamento. Em algumas regiões da Europa, esta prática manteve-se até bastante tarde, com reminiscências da mesma ainda hoje existindo em alguns países do Norte e Centro da Europa, onde os navios mercantes mantêm a tradição de arvorar à proa as bandeiras das regiões ou cidades de origem dos seus portos de registo. 

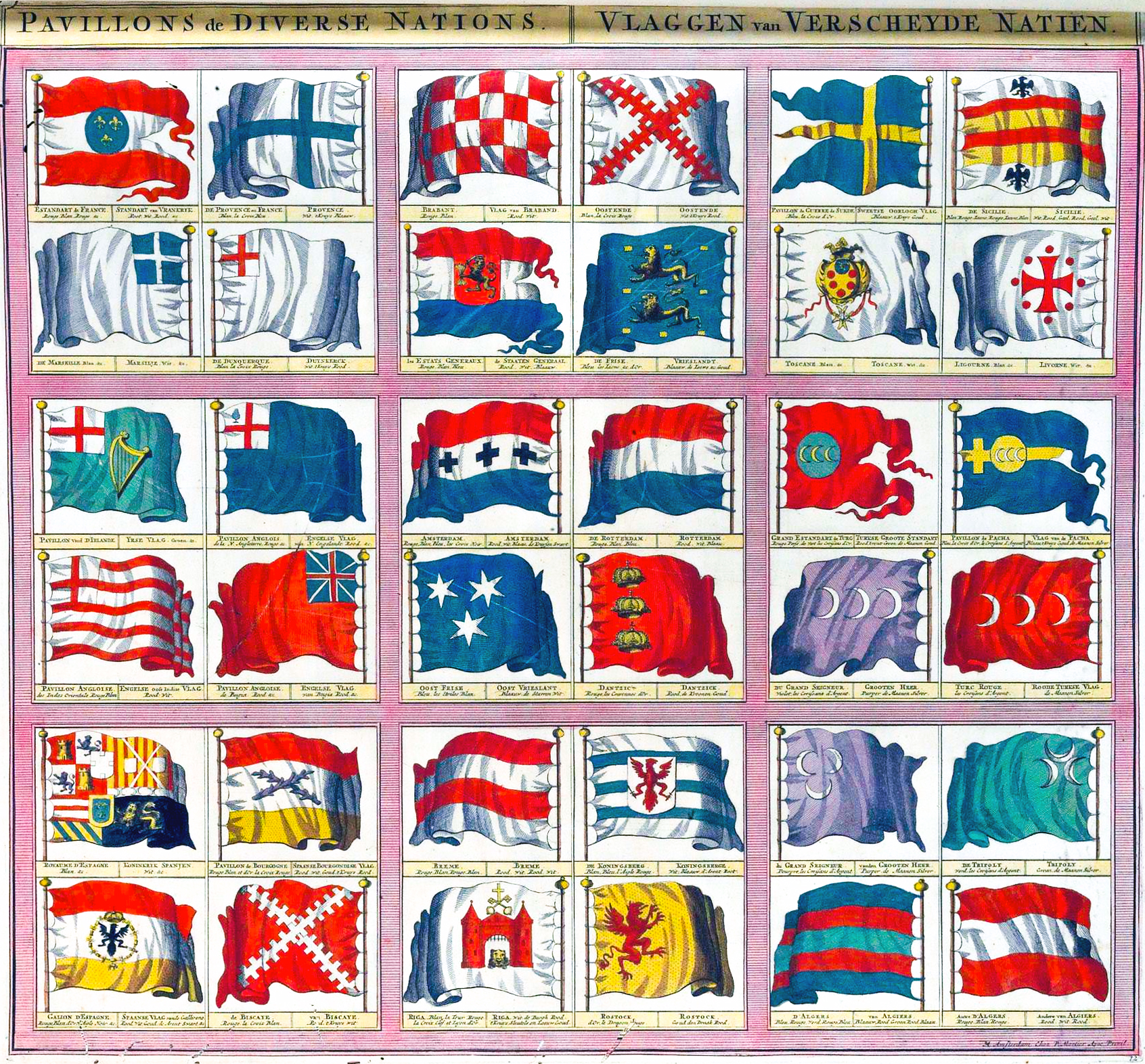
Bandeiras arvoradas pelos navios de diversas nações no final do século XVII, Neptune François, 1693.

Posteriormente e sobretudo a partir do século XVII, as bandeiras arvoradas, tanto nos navios de guerra como nos mercantes, passaram tendencialmente a indicar o estado de origem dos mesmos, fixando-se também a prática daquelas serem içadas à popa - considerada o local mais nobre a bordo de uma embarcação - e por isso designadas "bandeiras de popa". Os navios de guerra geralmente arvoravam as bandeiras reais dos respetivos estados, as quais e no âmbito deste tipo de uso, eram também referidas como "bandeiras de guerra". Contudo, as bandeiras reais eram oficialmente apenas distintivos privativos dos soberanos, não representando portanto o conjunto dos seus estados e dos respetivos povos. Assim, apenas podiam ser arvoradas nos navios de guerra e eventualmente em outras embarcações ao serviço da coroa, estando o seu uso interdito a todos os restantes navios. Esta restrição gerou a necessidade de se criarem bandeiras distintas das bandeiras reais, que pudessem ser livremente usadas pelos navios mercantes particulares para indicar o seu estado de origem, originando as chamadas "bandeiras mercantes". As bandeiras mercantes em uso nos séculos XVII e XVIII, podem ser consideradas talvez as primeiras bandeiras verdadeiramente nacionais, uma vez que podiam ser livremente desfraldadas pelos particulares para assinalar o seu país de origem, indicando uma nacionalidade e já não uma mera afiliação a um determinado monarca ou outro soberano. No século XIX, muitas das antigas bandeiras mercantes acabariam mesmo por ser adotadas como bandeiras nacionais dos respetivos países, alargando-se o seu uso a terra.

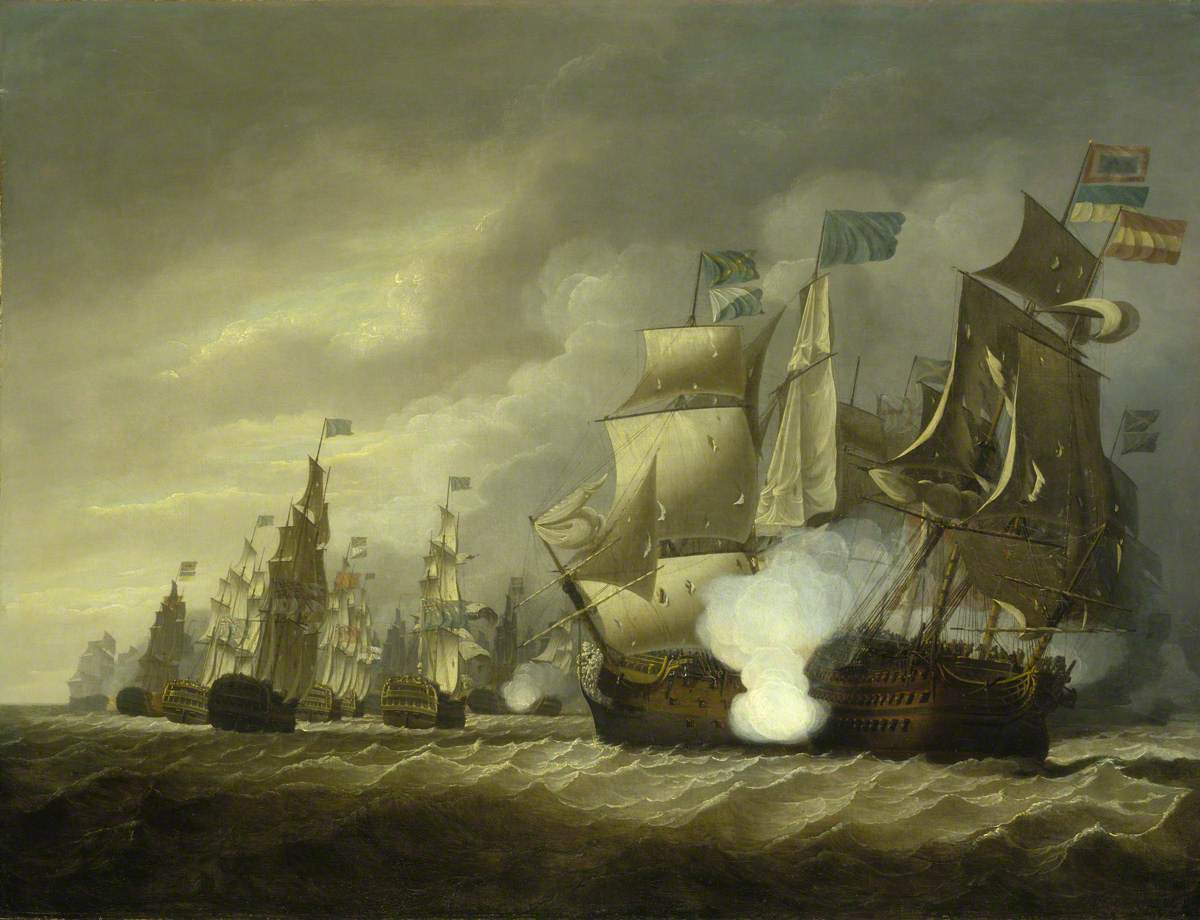
Batalha naval travada ao largo do cabo de São Vicente em 1797, vendo-se os diversos de tipos bandeiras nacionais, pessoais e de sinais tipicamente arvoradas pelos navios de guerra da época. Pintura de Thomas Luny, século XVIII.

Foi também no mar que se deu o grande desenvolvimento do uso de bandeiras como meio de transmissão de mensagens à distância. Há já notícias do uso de bandeiras como sinais visuais durante a Batalha naval de Salamina em 480 a.C.. A evolução significativa do uso de bandeiras como sinais de comunicação entre navios veio contudo a ocorrer no século XVII, como consequência do aperfeiçoamento das táticas navais durante as guerras anglo-neerlandesas, cujos confrontos se deram sobretudo em ambiente marítimo. A Marinha Inglesa desenvolveu então um conjunto de 11 bandeiras de sinais, com as quais os seus navios podiam compor e transmitir um total de 45 mensagens padronizadas. Em 1738, Mahé de la Bourdonniase, um oficial da Marinha Francesa criou o primeiro código numérico de bandeiras, o qual permitia a composição de um total de 1000 mensagens. Em 1783, Richard Earl Howe, oficial da Marinha Britânica, modificou este código numérico, nele incluindo também galhardetes e bandeiras de controle. Estas contribuições levaram à criação do Livro de sinais para embarcações de guerra, no qual se especificam as várias bandeiras de sinais, os seus usos e como se deveriam combinar para compor as diferentes mensagens a tocar entre navios. Em 1800, foi criado o Código de sinais telegráficos de vocabulário marítimo, desenvolvido pelo oficial naval britânico Home Riggs Popham, a partir do código de Howe e que permitia transmitir cerca de 6000 frases e 60 000 palavras diferentes.
Por fim, no mar também se desenvolveu o uso de bandeiras como decoração. Os portugueses terão estado na origem da prática de colocar bandeiras e panos com as cores reais, de popa à proa das embarcações, como forma de as enfeitar em ocasiões especiais. Há notícias que isso teria sido já feito quando do envio da embaixada do rei D. João I de Portugal à rainha viúva Margarida da Sicília em 1412. Isto daria origem ao tradicional embandeiramento em arco, ainda hoje praticado pelas embarcações em dias de festa. Até ao século XIX, o embandeiramento em arco era realizado com todas as bandeiras disponíveis a bordo, incluindo bandeiras nacionais. Posteriormente, passou a ser feito apenas com bandeiras de sinais.

### Idade contemporânea
A ascensão dos sentimentos nacionais na Europa da transição do século XVIII para o XIX, estimulada pela Revolução Francesa e pelas guerras que se lhe seguiram, irão expandir o uso das bandeiras para além dos contextos militar e marítimo. 

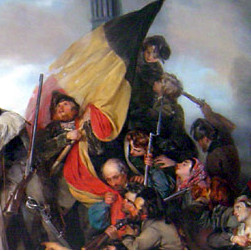
Revolucionários belgas de 1830, com a sua nova bandeira nacional. Pormenor de uma pintura de Gustaaf Wappers, 1834.

A ideia de que a soberania de um estado residia na própria nação e já não no seu monarca, levou à necessidade da existência de emblemas nacionais que pudessem ser livremente ostentados por todos os cidadãos de cada país. Considerava-se que a maioria dos brasões reais - até então os principais emblemas dos respetivos estados - não eram adequados para aquele fim, uma vez que eram vistos como representando meramente a casa reinante de cada estado e não o seu todo nacional. Assim e a exemplo da França revolucionária, quase todos os estados europeus adotaram, como principal emblema nacional, um laço ou tope, composto por fitas de tecido com as cores nacionais. Depressa também se fez sentir a necessidade de serem estabelecidas bandeiras que representassem os países no seu todo. Alguns estados como os Países Baixos e os Estados Unidos da América, já dispunham então de bandeiras verdadeiramente nacionais, surgidas no contexto das respetivas lutas pela independência, respetivamente, nos séculos XVI e XVIII. Contudo, a maioria dos outros países dispunha, quando muito, de bandeiras protonacionais, que ou só indiretamente representavam a nação (como era o caso das bandeiras reais, que formalmente apenas representavam os monarcas) ou que, apesar de identificarem a nacionalidade, tinham um âmbito de uso limitado (como era o caso das bandeiras mercantes, que só podiam ser arvoradas em navios). Diversos países alargaram o âmbito do uso das suas bandeiras protonacionais, passando a usá-las como bandeiras nacionais. Contudo, em grande parte dos estados da Europa não se considerou adequado o uso das bandeiras já existentes e criaram-se novas bandeiras. A exemplo da França revolucionária, cuja nova bandeira foi inspirada no respetivo laço tricolor, exibindo as suas cores azul, branca e vermelha, popularizaram-se as bandeiras nacionais multicolores, replicando normalmente as cores dos correspondentes laços nacionais.
A maioria dos países da Europa adotou uma bandeira nacional no decorrer do século XIX, frequentemente no âmbito de processos de independência, de unificação e de mudança de regime político que levaram às formação de novos estados-nações e à substituição de monarquias absolutas por regimes constitucionais. O mesmo ocorreu na América Latina, com a adoção de bandeiras nacionais por todos os novos países independentes que ali surgiram. No final do século XIX, a tendência foi seguida por países de outros continentes, tais como o Japão e a China na Ásia e a Libéria e a Etiópia em África, acabando por a existência de uma bandeira nacional passar a ser vista como uma das condições intrínsecas a qualquer estado soberano.
A adoção de bandeiras nacionais que pudessem ser livremente desfraldadas por todos os cidadãos não levou contudo que essa prática se generalizasse imediatamente. Assim, o uso cívico de bandeiras nacionais - hoje comum na generalidade dos países - foi muito limitado até final do século XIX, praticamente só ocorrendo em situações pontuais, como solenidades, festas ou outros eventos que justificavam uma manifestação de patriotismo. No dia a dia, as bandeiras continuaram a ter um uso essencialmente militar e marítimo, só sendo assim içadas regularmente em fortalezas e navios. Apenas na transição do século XIX para o XX, é que grande parte dos países estabeleceu a prática da bandeira nacional passar a ser também regularmente arvorada nos edifícios públicos não militares. O alargamento desta prática aos edifícios e outros locais privados só se viria a popularizar durante o século XX.

## Bandeiras inspiradoras
Ao longo da história, várias bandeiras se destacaram pelo seu desenho ou pelos valores que representam, servindo de inspiração para bandeiras de diversos países e outros territórios, bem como bandeiras de ideais e movimentos políticos. Alguns dos exemplos mais conhecidos são:
- Bandeira da Dinamarca
- Bandeira dos Países Baixos
- Bandeira da Rússia
- Bandeira dos EUA
- Bandeira da França

Bandeira da Dinamarca — apelidada de Dannebrog (literalmente "Pano Dinamarquês"), é considerada a bandeira nacional mais antiga ainda em uso. Segundo a lenda, teria sido adotada em 1219, ao cair do céu durante a Batalha de Lindanisse, mas só foi oficialmente reconhecida em 1625. O seu campo é ocupado com uma cruz firmada, com um braço alongado para o lado do batente, que é conhecida como "cruz nórdica". O seu desenho serviu de inspiração para - entre outras - as bandeiras dos restantes países escandinavos (Suécia, Noruega, Finlândia e Islândia), todas elas incluindo a cruz nórdica e formando uma família de bandeiras. A versão farpada da bandeira da Dinamarca é usada como bandeira de guerra, tendo também inspirado o formato as bandeiras de guerra dos restantes países escandinavos e também de outros países bálticos, como a Alemanha.
Bandeira dos Países Baixos — é a bandeira tricolor mais antiga, sendo pioneira na adoção de um grafismo simplificado que não continha brasões ou outros símbolos heráldicos. Apareceu em 1572, durante a revolta dos Países Baixos contra o domínio espanhol, sendo originalmente nas cores laranja, branca e azul do libré do príncipe de Orange e conhecida como Prinsenvlag ("Bandeira do Príncipe"). A partir de 1630, a cor vermelha passou a substituir quase completamente a laranja, não se sabendo exatamente a razão dessa mudança, passando a ser conhecida como Statenvlag ("Bandeira dos Estados"). Tanto a sua disposição em três faixas de cores (vexilologicamente conhecida como "tribanda"), como as próprias cores utilizadas inspiraram inúmeras outras bandeiras, entre as quais as da França e da Rússia, que, por sua vez, serviram de modelo a diversas outras.
Bandeira da Rússia — introduzida em 1693 pelo czar Pedro, o Grande, inspirou-se, segundo consta, na bandeira dos Países Baixos. No Congresso Eslavo de Praga de 1848, o branco, azul e vermelho da bandeira da Rússia foram adotados como as cores pan-eslavas, surgindo nas bandeiras de diversos estados eslavos que se começaram a tornar independentes a partir do final do século XIX. As cores pan-eslavas, dispostas ou não em faixas horizontais, estão presentes na maioria das bandeiras dos países eslavos, incluindo as da Sérvia, Eslováquia e Croácia. A disposição da bandeira da Rússia, também serviu de inspiração à bandeira da Bulgária, ainda que esta não seja nas três cores pan-eslavas.
Bandeira dos Estados Unidos — conhecida por Stars and Stripes ("Estrelas e Listras"), o modelo básico da atual bandeira foi introduzido em 1777, em substituição da chamada Grand Union Flag ("Bandeira da Grande União"). A partir de 1818, o número de listras foi fixado em 13 (simbolizando o número original de estados da união) e o número de estrelas no cantão foi estabelecido como igual ao de número de estados existentes, sendo alterado sempre que novos estados adiram à união. A Star and Stripes serviu de inspiração às bandeiras de diversos países que olhavam com simpatia para os valores norte-americanos, incluindo as de Cuba, Chile, Grécia, Libéria, Uruguai e Togo. Serviu também de inspiração a muitas bandeiras subnacionais, como as do estado brasileiro de Goiás e da região francesa da Bretanha.
Bandeira da França — apelidada de Tricoleur ("Tricolor"), foi adotada na sequência da Revolução Francesa, utilizando as cores azul, branca e vermelha que formavam o laço revolucionário. A disposição das cores do laço tricolor nas bandeiras foi variando até 1794, altura em que se fixou numa divisão vertical, com o azul do lado da tralha, o branco ao meio e o vermelho no lado do batente. A  Tricoleur começou por ser o modelo das bandeiras da maioria dos estados satélite da Primeira República Francesa, incluindo as chamadas "Repúblicas Irmãs". Posteriormente, influenciou as bandeiras de outros estados europeus e latino-americanos, à medida que se tornavam independentes ou adotavam regimes políticos inspirados pelos ideais revolucionários, incluindo as da Itália, Bélgica, Paraguai e Irlanda. A partir do final do século XIX, surgiu a prática de acrescentar as bandeiras dos protetorados franceses com uma bandeira da França no cantão. No início da década de 1960, a Tricoleur serviu de inspiração às bandeiras de muitos dos novos países surgidos da independência dos antigos territórios coloniais franceses, incluindo a do Senegal, Chade e Mali.
- Bandeira do Império Otomano
- Bandeira do Reino Unido
- Bandeira da Argentina
- Bandeira de Miranda
- Bandeira do Brasil

Bandeira do Império Otomano — em uso como bandeira de guerra da Marinha Otomana desde o século XVIII, mas baseando-se em modelos mais antigos, foi adotada como bandeira nacional otomana em 1844. Quando da dissolução do Império Otomano e fundação da República Turca em 1923, foi adotada como bandeira da Turquia. A bandeira otomana e turca serviu de modelo às bandeiras de vários países muçulmanos, especialmente daqueles que fizeram parte do Império Otomano, incluindo as da Argélia, Líbia e Tunísia. Também inspirou as bandeiras de países, etnicamente e culturalmente, ligados à Turquia, incluindo as do Chipre do Norte e Azerbaijão.
Bandeira do Reino Unido — chamada Union Jack ("Jaque da União") quando usada no mar e Union Flag ("Bandeira da União") quando usada em terra, o seu desenho resulta da conjugação das bandeiras de Inglaterra, da Escócia e de São Patrício (representando a Irlanda). Foi inicialmente estabelecida em 1606, mas a sua versão atual surgiu em 1801, com o acrescentamento da cruz de São Patrício. Segundo a prática britânica, os navios desta nacionalidade arvoram à popa um pavilhão vermelho, branco ou azul contendo a Union Jack no cantão. Os pavilhões usados pelos navios dos territórios ultramarinos britânicos seguem este modelo, mas são frequentemente acrescentados com um emblema ou brasão local. Muitos destes pavilhões transformaram-se nas bandeiras nacionais daqueles territórios ao se tornarem países independentes, incluindo as da Austrália, Nova Zelândia e Fiji. O Union Jack influenciou também as bandeiras de outros países não ligados ao Império Britânico, incluindo os jaques das marinhas da Rússia e Bulgária e a bandeira do País Basco.
Bandeira de Miranda — criada pelo general Francisco de Miranda e usada na sua tentativa falhada de libertar a Venezuela do domínio espanhol em 1808, foi formalizada em 1811 como bandeira da primeira república venezuelana. Em 1821, serviu de base à bandeira da Grã-Colômbia, que inspirou posteriormente as bandeiras dos países que fizeram outrora parte daquele estado (Venezuela, Colômbia e Equador), além da bandeira da fugaz República do Haiti Espanhol.
Bandeira da Argentina — conhecida como "Celeste", foi criada por Manuel Belgrano durante a guerra da independência argentina. A lenda indica que a bandeira representa o céu, as nuvens e o sol que se faziam sentir a 25 de maio de 1810, data em que tomou posse o primeiro governo argentino. Recentes pesquisas indicam porém que as suas cores branca e azul celeste são as da fita da Ordem de Carlos III, sobre as quais foi acrescentado o Sol de Maio. Inspirou as bandeiras do Equador que vigoraram entre 1820 e 1822 e, mais tarde, entre 1845 e 1860, bem como a bandeira do Uruguai. A bandeira da Argentina foi levada pela expedição militar argentina que ajudou a libertar a América Central do domínio espanhol, inspirando a bandeira das Províncias Unidas da América Central quando estas se tornaram independentes em 1823. A bandeira das Províncias Unidas da América Central, por sua vez, inspirou as bandeiras dos países que haviam feito parte daquela federação: Nicarágua, Guatemala, Costa Rica, Honduras e El Salvador.
Bandeira do Brasil — serviu de inspiração às bandeiras dos estados brasileiros do Ceará, Mato Grosso, Santa Catarina e Paraná.
- Bandeira da Etiópia
- Bandeira da Revolta Árabe
- Bandeira pan-africana
- Bandeira da União Soviética

Bandeira da Etiópia — introduzida em 1897, pelo imperador Menelique II, as suas três cores eram já anteriormente utilizadas em flâmulas que serviam de signas de guerra etíopes. No início do século XX, a Etiópia - o mais antigo estado independente de África - e o seu ras (príncipe) Tafari Makonnen (que se tornaria no imperador Haile Selassie em 1930) foram adotados e cultivados como modelos pelos movimentos de emancipação negra. As cores da bandeira etíope foram adotadas como símbolo do movimento rastafári e de outros movimentos pan-africanista, passando a ser consideradas as cores pan-africanas. Com a independência de muitos dos antigos territórios ultramarinos europeus em África, a partir da década de 1950, as cores pan-africanas foram incorporadas nas bandeiras de grande parte dos novos países surgidos, incluindo as do Gana, Guiné-Bissau, Senegal e São Tomé e Príncipe.
Bandeira da Revolta Árabe — provavelmente inspirada nas bandeiras dos movimentos árabes Al-Muntada al-Adabi e Al-Fatat, foi alegadamente desenhada pelo militar e político britânico Mark Sykes, durante a Primeira Guerra Mundial, no intuito de instar o sentimento árabe e fomentar a sua revolta contra o Império Otomano. Associada aos príncipes haxemitas, foi adotada como bandeira do Reino do Hejaz, quando aqueles o constituíram em 1917. As sua cores negra, verde, branca e vermelha são consideradas as cores pan-árabes e normalmente indicadas como representando, respetivamente, as dinastias abássida, fatímida, omíada e haxemita. Alternativamente, o verde é também indicado como representando o próprio islamismo. A bandeira da Revolta Árabe serviu de modelo à maioria das bandeiras dos países árabes do Médio Oriente, incluindo das da Jordânia, Palestina, Iraque, Kuwait e Emirados Árabes Unidos.
Bandeira pan-africana - foi criada pelo nacionalista negro Marcus Garvey em 1920, sendo adotada pela Associação Universal para o Progresso Negro e por outras organizações afro-americanas e pan-africanistas. As suas cores vermelha, negra e verde são indicadas como representando, respetivamente, o sangue que une os afrodescendentes, o povo negro e a riqueza abundante de África. Constituem uma alternativa às cores pan-africanas retiradas da bandeira da Etiópia. A bandeira pan-africana serviu de inspiração às bandeiras de vários países africanos, incluindo as do Malawi e Sudão do Sul.
Bandeira da União Soviética — conhecida como "Bandeira Vermelha", foi adotada como bandeira da União das Repúblicas Socialistas Soviéticas em 1923, sendo o seu desenho final estabelecido em 1955. Baseia-se na bandeira vermelha, utilizada internacionalmente como símbolo revolucionário desde o século XIX, à qual foi acrescentado o emblema do comunismo (foice, martelo e estrela. A bandeira soviética ou uma sua adaptação foi adotada pela maioria dos partidos comunistas de todo o mundo, bem como por outros partidos e movimentos de ideologia socialista. Além de ter servido de modelo às antigas bandeiras subnacionais da União Soviética, também serviu de inspiração às bandeiras de vários países nos quais vigora ou vigorou o regime comunista, tais como as da China, Angola e Coreia do Norte.

## Morfologia das bandeiras

### Elementos, acessórios e topografia

Elementos, acessórios e topografia de uma bandeira de içar: 1. Pau de bandeira, 2. Adriça, 3. Cunho, 4. Comprimento, 5. Largura, 6. Batente, 7. centro, 8. Tralha, 9. Remate.

A descrição dos diversos elementos, acessórios e pontos topográficos das bandeiras faz uso frequente de termos de origem náutica, a maioria dos quais idênticos aos usados na designação das partes análogas das velas dos navios.
O elemento principal de tecido de uma bandeira constitui o seu pano. O cabo utilizado para içar e arriar uma bandeira, num mastro ou pau de bandeira, é designado "adriça". A orla do pano da bandeira, onde a mesma é fixada à adriça, costuma ter um reforço designado "tralha".
A área de fundo do pano de uma bandeira constitui o seu campo. Topograficamente, o campo costuma ser dividido em quatro quarteis. Os dois quarteis junto à tralha constituem o lado da tralha e os dois opostos constituem o lado do batente. O quartel superior da tralha também é designado "cantão". O local de união dos quatro quarteis constitui o centro da bandeira.
A medida ao longo da tralha - correspondendo à altura vertical da bandeira quando a mesma é desfraldada horizontalmente - é designada "tralha", "testa", "largura" ou "altura". A medida da distância entre a tralha e o batente - correspondendo ao comprimento horizontal da bandeira, quando a mesma é assim desfraldada - é designada "comprimento" ou "esteira".
A face principal de uma bandeira constitui o seu anverso e a face oposta constitui o seu reverso. Convenciona-se que, salvo casos especiais, o anverso é a face da bandeira que - do ponto de vista de um observador - se apresenta com a tralha do lado esquerdo. O reverso da maioria das bandeiras é uma representação verticalmente refletida do seu anverso. Contudo, existem casos em que isso não acontece, podendo ser exatamente igual ao anverso, ser uma imagem refletida mas com alguns dos seus pormenores iguais ao do anverso (como seriam o caso de inscrições, para se manterem legíveis) ou ter um grafismo total ou parcialmente distinto do anverso. Quando uma bandeira é reproduzida pela sua imagem pintada, impressa ou digital, convenciona-se que seja geralmente representada pelo seu anverso. Contudo, a imagem do reverso de uma bandeira é a forma correta para a sua reprodução no lado direito de um veículo, na manga direita de uma peça de vestuário e em outros locais análogos, uma vez que seria assim que um observador veria uma bandeira material desfraldada naquela posição, a qual teria o batente disparado para a traseira do veículo ou da pessoa, por ação da sua deslocação.
As bandeiras destinadas a ser afixadas a hastes amovíveis - para movimentação em desfiles ou disposição no interior de edifícios - divergem em muitos aspetos das bandeiras para içar em adriças. Assim, em vez de tralha, dispõem normalmente de uma bainha contínua ou denticulada para enfiar na haste. São fixadas à respetiva haste por cordões nelas enlaçados ou por rebites pregados ao longo da bainha. Quando usados, os cordões têm frequentemente uma função decorativa, debruando as bordas exteriores da bandeira e terminando em borlas. As bandeiras deste tipo são também frequentemente debruadas por uma franja decorativa. Frequentemente, as cores dos cordões, borlas e franjas são as principais do campo da bandeira ou outras simbólicas. As hastes são geralmente de madeira ou de metal leve, rematadas superiormente por uma ponta de lança ou por um emblema. Inferiormente, as hastes têm um reforço metálico designado "conto". Na base do remate superior da haste, é frequentemente atada uma "gravata", consistindo num laço de tecido com cores simbólicas, que também pode conter emblemas e legendas. Nas bandeiras de desfile, a face que ficaria voltada para a direita do porta-bandeira é referida como "lado direito" (correspondente ao reverso de uma bandeira de içar) e a outra face é referida como "lado esquerdo".

### Proporções e dimensões
Um dos aspetos mais importantes na descrição de uma bandeira é a sua proporção, que se define como sendo a razão entre a medida da sua largura e a medida do seu comprimento. Como exemplos, uma bandeira de formato quadrado, cuja largura seja portanto igual ao seu comprimento, tem uma proporção de 1:1, enquanto que uma bandeira cuja largura seja metade do seu comprimento tem uma proporção de 1:2. Um determinado modelo de bandeira poderá ser fabricado ou reproduzido em inúmeros tamanhos, mas todos eles deverão manter sempre a mesma proporção.
A partir do século XVII e com intuito de facilitar a produção padronizada de bandeiras, as marinhas de vários países desenvolveram unidades de medida específicas para o seu dimensionamento, algumas das quais são ainda hoje utilizadas. Em Portugal, Brasil e outros países do mundo de língua portuguesa é tradicionalmente utilizada uma unidade de medida designada "pano de bandeira" ou abreviadamente "pano". Cada pano representa uma largura de bandeira de 45 cm, ao qual corresponde o comprimento definido pela proporção da respetiva bandeira. Como exemplos, uma bandeira do Brasil (proporção 7:11) de 1 pano mediria 45 cm de lado e 70,714 cm de comprimento, enquanto que uma bandeira de Portugal (proporção 2:3) de 1 pano mediria 45 cm de lado e 67,5 cm de comprimento. Já as mesmas bandeiras de 2 panos mediriam, respetivamente, 90 cm de lado e 141,428 cm de comprimento e 90 cm de lado e 135 cm de comprimento. De observar que, por razões práticas, as medidas reais são frequentemente arredondadas para facilitar o fabrico. Entre as unidades de medida análogas ao pano de bandeira, empregues em outros países, estão o breadth com uma largura de bandeira de 11 polegadas (28 cm) e usado no mundo anglo-saxão, bem como o kleed com uma largura de 50 cm e usado nos Países Baixos.

### Formatos
As bandeiras podem apresentar inúmeros formatos, dos quais os básicos são o quadrado, o farpado e o triangular. Estes três formatos básicos subdividem-se em várias variantes ou podem combinar-se entre si.
Bandeiras quadradas ou redondas
- Com proporção 1:1
- Com proporção 2:3
- Com proporção 1:2

As bandeiras quadradas - tradicionalmente referidas também como "bandeiras redondas", no âmbito náutico - são aquelas cuja tralha e batente têm a mesma largura. Como indicação do formato de bandeiras, o adjetivo "quadradas" é usado no sentido lato de "quadrilátero de quatro ângulos retos", incluindo assim tanto aquelas com um formato quadrangular propriamente dito (lado e comprimentos iguais), como aquelas com um formato retangular (lado e comprimento desiguais).
A bandeira quadrada é a de formato mais comumente utilizado, em todos os âmbitos. Hoje em dia, todas as bandeiras nacionais, exceto a do Nepal são deste formato. As proporções entre o lado e o comprimento mais em uso são as de 1:1, 2:3, 1:2 e 3:5.
Bandeiras triangulares
- Simples
- Truncada
- Farpada

Uma bandeira triangular constitui o formato de bandeira cujo batente tem uma largura menor que a da tralha. Geralmente tem um formato triangular simples, mas também poderá ter o batente truncado (ficando com um formato trapezoidal) ou farpado. Uma bandeira deste formato é frequentemente designada "galhardete", "guião" e - quando muito comprida - "flâmula". Estes termos são contudo usados ambiguamente, servindo ocasionalmente para designar também bandeiras com outros formatos. Nas marinhas portuguesa e brasileira, as bandeiras triangulares usadas como distintivos e sinais são referidas como "cornetas", mas em marinhas de outros países, este termo é aplicado às bandeiras farpadas.
Bandeiras farpadas
- Simples
- Com uma língua entre as farpas
- Com duas línguas

Uma bandeira farpada é aquela cujo batente tem um corte em V, formando duas farpas. É também chamada "bandeira de rabo de andorinha". Algumas bandeiras deste tipo poderão ter uma língua entre as duas farpas ou ter línguas em vez de farpas. Nas marinhas de alguns países, uma bandeira deste tipo é designada "corneta", mas este termo é no entanto ambíguo por ser também utilizado para designar tipos de bandeiras que não são necessariamente farpadas.
As bandeiras farpadas são hoje especialmente utilizadas no âmbito náutico, nomeadamente como bandeiras de sinais, como bandeiras pessoais e como bandeiras de popa. Constitui nomeadamente o formato das bandeiras de guerra das marinhas dos países nórdicos e bálticos.

### Bandeiras verticais
As bandeiras verticais apresentam, como forma característica, o predomínio acentuado da sua dimensão vertical. Têm portanto uma altura substancialmente superior ao comprimento, em contraste com as mais comuns bandeiras horizontais com comprimento igual ou superior à altura. As bandeiras verticais têm a vantagem de se manterem completamente desfraldadas mesmo com pouco ou nenhum vento. São muito usadas como bandeiras publicitárias e ornamentais. Em virtude da frequente ausência de vento com força suficiente para fazer tremular bandeiras horizontais, nos países da Europa central, especialmente nos de cultura e influência germânica, é prática comum que as bandeiras nacionais e subnacionais arvoradas em edifícios públicos sejam também em formato vertical. Em cada um destes países, é comum estar legalmente definida uma forma apropriada para a disposição vertical da respetiva bandeira nacional, bem como das bandeiras de entidades subnacionais.
Como mostra a figura acima, comparando com uma bandeira horizontal, as bandeiras verticais podem apresentar-se arvoradas das seguintes formas:

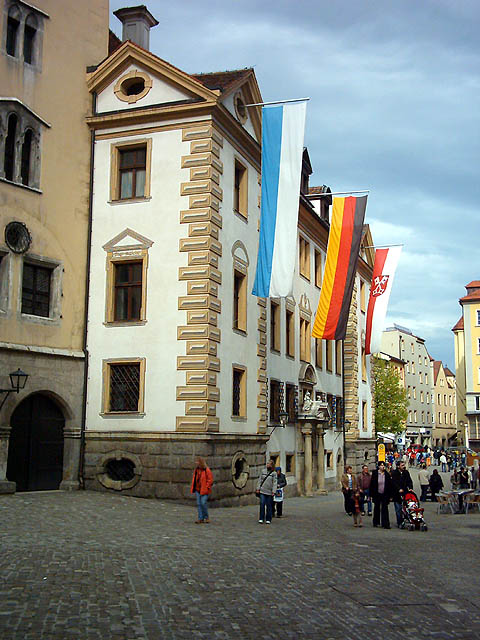
Bandeiras verticais da Baviera, Alemanha e Ratisbona, arvoradas em mastros horizontais, na antiga sede municipal de Ratisbona.

1. Bandeira horizontal - forma mais comum de arvorar uma bandeira, ficando a mesma disposta horizontalmente e  fixa à haste por uma das bordas laterais;
2. Bandeira vertical - constitui a versão vertical de uma bandeira horizontal, sendo também fixa à haste por uma das bordas laterais, que neste caso são maiores que as bordas horizontais. Pode manter a mesma disposição gráfica da correspondente versão horizontal (2a.) ou, alternativamente, pode ter o grafismo alterado de modo a se adaptar melhor ao formato vertical, por exemplo rodando-se eventuais listras horizontais para a posição vertical (2b.). Se a bandeira contiver um brasão ou outro emblema, este não é normalmente rodado, mas é comum ser deslocado para cima;
3. Bandeira vertical para arvorar numa haste com braço horizontal - bandeira vertical que, além de estar fixa a uma haste vertical, apresenta-se adicionalmente fixa, pela sua borda superior, a um braço horizontal daquela. Este braço (ocasionalmente referido como "potência") é frequentemente rotativo, permitindo que a bandeira gire à volta da haste;
4. Bandeira vertical para arvorar numa haste horizontal - bandeira vertical arvorada a partir de uma haste horizontal, normalmente fixa à fachada de um edifício. A bandeira é fixa à haste pela sua borda superior;
5. Bandeira vertical para arvorar numa vareta horizontal - bandeira vertical tendo a sua borda superior fixa, de forma permanente ou semipermanente, a uma vareta horizontal, através da qual é arvorada numa haste vertical (5a) ou horizontal (5b) por um cabo fixo aos dois extremos da vareta.[35]

As bandeiras horizontais também podem ocasionalmente ser desfraldadas verticalmente, ou seja girando-as de forma a que o lado da tralha fique para cima. Na maioria dos casos, isto é feito girando simplesmente a bandeira num ângulo de 90° para a sua esquerda (direita do observador). Contudo, alguns países dispõem de regras especiais para colocar as suas bandeiras nacionais pendentes na vertical. Assim, por exemplo, quando colocadas pendentes verticalmente, as bandeiras do Reino Unido e dos EUA têm que ser colocadas com o reverso à vista. Já as bandeiras de países como o Liechtenstein e a Eslováquia só podem ser desfraldadas verticalmente se tiverem os respetivos emblemas girados 90°, de modo a que se mantenham na posição normal.

### Materiais e fabricação
As bandeiras destinadas a ser arvoradas ao ar livre são tradicionalmente fabricadas em filele, um tecido fino de lã de alta qualidade, desenvolvido originalmente no século XVII para o uso em bandeiras da marinha. Entre as qualidades que tornam o filele adequado para este fim, estão a sua leveza, resistência e brilho elevado, permitindo que as bandeiras possam, respetivamente, tremular facilmente ao vento, resistir às condições atmosféricas adversas e apresentar as suas cores e detalhes bem visíveis. Hoje em dia, o filele é contudo substituído frequentemente por materiais sintéticos.

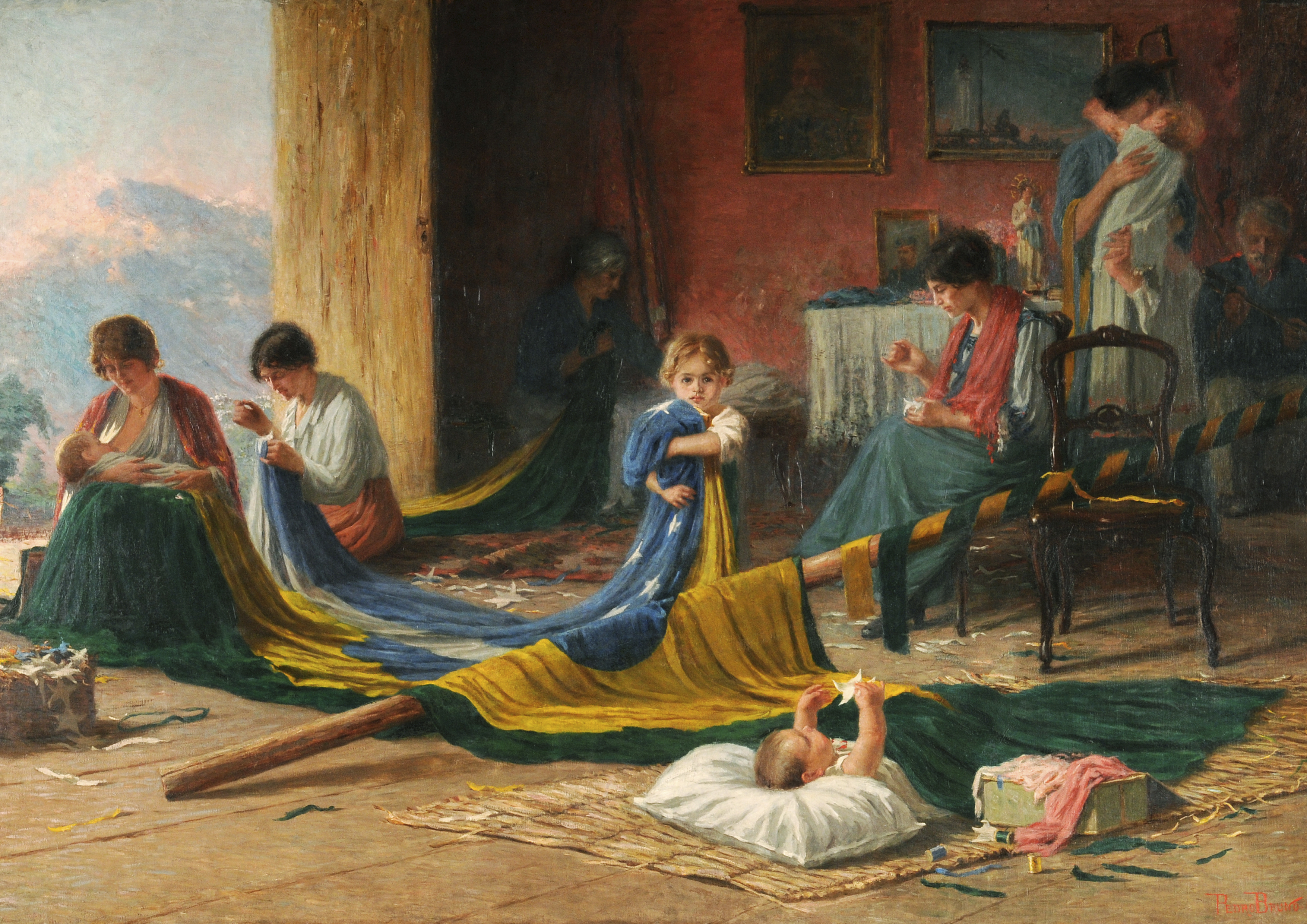
Família bordando artesanalmente uma bandeira do Brasil. Quadro A Pátria de Pedro Bruno, 1919.

No fabrico de bandeiras, as diferentes grandes áreas coloridas são feitas com diferentes peças de tecido nas cores correspondentes, costuradas umas às outras. Já os emblemas, letras e outros detalhes são bordados, pintados ou impressos sobre o pano da bandeira.
O lado da bandeira que se destina a prender à adriça é reforçado por um cabo designado "tralha". Os seus extremos projetam-se para fora do pano da bandeira e terminam usualmente, um deles, num trambelho (pequena peça cilíndrica de madeira) e, o outro, numa mãozinha (pequena laçada). O trambelho e a mãozinha da tralha servem para engatar, respetivamente, numa mãozinha e num trambelho da adriça. Este sistema também permite prender várias bandeiras umas às outras e içá-las em conjunto. Para além desta, são também utilizadas outras formas para prender as bandeiras às adriças, incluindo sistemas de engate rápido utilizando ganchos e mosquetões de vários tipos.
As signas e outras bandeiras destinadas a ser fixas a hastes portáteis são frequentemente fabricadas em seda e outros tecidos nobres, podendo inclusivamente ter os seus detalhes bordados a fio de ouro ou prata. Isto acontece porque, além de serem consideradas objetos únicos e de elevado valor estimativo para os seus detentores, têm um uso distinto das bandeiras de arvorar ao ar livre, sendo usadas sobretudo apenas em solenidades e não necessitando geralmente de tremular ao vento nem de estar sujeitas às inclemências do tempo.

### Grafismo
As bandeiras apresentam inúmeros e variados grafismos, tanto relativamente às cores utilizadas como ao desenho dos respetivos campos. No entanto existem algumas tendências seguidas por um grande números de bandeiras. 
Assim, a maioria das bandeiras nacionais e outras tende conter apenas cores correspondentes aos esmaltes principais da heráldica (especialmente amarelo, branco, vermelho, azul, verde e negro), isto sendo válido mesmo em geografias onde não existe tradição heráldica. A lei heráldica de evitar sobreposição do ouro (amarelo) com a prata (branco) e das restantes cores umas com as outras também tende a ser seguida na maioria das bandeiras.
Relativamente ao desenho do campo das bandeiras, existem também determinados padrões gráficos mais habituais. Por serem tão comuns, alguns destes padrões ganharam denominações próprias no seio da vexilologia, mas, quando isto não acontece, é habitual descrevê-los usando a terminologia heráldica. Abaixo, incluem-se alguns dos padrões gráficos mais presentes em bandeiras:
- Bicolor horizontal
- Bicolor vertical
- Tribanda horizontal
- Tribanda vertical
- Tricolor horizontal
- Tricolor vertical
- Esquartelada
- Gironada
- Franchada
- Fendida
- Orlada
- Cantão
- Cruz firmada
- Cruz nórdica
- Cruz solta
- Sautor
- Banda
- Trapézio
- Triângulo
- Ponta de seta
- Crescente
- Círculo
- Estrela
- Losango

## Bandeiras conforme o uso e função
Tendo em conta o seu uso e função, as bandeiras podem ser identificativas, sinalizadoras ou ornamentais.

### Bandeiras identificativas
As bandeiras identificativas são aquelas que têm como função principal a de representarem entes singulares, coletivos ou mesmo abstratos. Podem limitar-se a ter uma mera função instrumental de identificação visual do ente representado, em situações práticas em que a mesma é necessária. No entanto também podem ser muito mais que isso, não se limitando a ser assim um mero instrumento de identificação visual, mas assumindo muitas vezes o papel de símbolos principais do ente representado e, como tal, sendo utilizadas como sinal de afiliação, apoio, lealdade e orgulho para com o mesmo. A associação destas bandeiras ao ente que simbolizam é, por vezes, tão forte que as mesmas são frequentemente reverenciadas como se fossem o próprio ente que representam.
As bandeiras identificativas de entes singulares são essencialmente as bandeiras pessoais que, normalmente, identificam um titular de um cargo, dignidade ou posto ou, mais raramente, podem representar um indivíduo em si, independente de qualquer titularidade que detenha. No caso de bandeiras identificativas de entes coletivos, há uma variedade maior. Destas, as mais conhecidas são as bandeiras nacionais, que representam estados soberanos. No entanto, existem bandeiras que representam inúmeros outros tipos de coletividades, incluindo entidades subnacionais (como unidades federativas, regiões e municípios), organizações internacionais, órgãos públicos, instituições privadas e famílias tradicionais, entre muitas outras. As bandeiras são também usadas frequentemente para representar entes abstratos, como religiões, ideologias ou causas.
Bandeiras pessoais
- Estandarte presidencial do Brasil
- Bandeira distintiva de comodoro da Marinha Britânica
- Guião de major-general do Exército Suíço

As bandeiras pessoais representam, na maioria dos casos, uma pessoa na sua qualidade de titular de um determinado cargo, dignidade ou posto, estatal ou privado, havendo contudo algumas que se destinam a representar um indivíduo em concreto. Servem para assinalar a presença da pessoa que representam, podendo assim ser arvoradas em edifícios, embarcações, automóveis, aeronaves e outros locais onde ela se encontre, normalmente de acordo com um protocolo definido. Podem também tomar a forma de uma bandeira portátil, tradicionalmente designada "guião", que - afixada a uma haste conduzida por um porta-guião - acompanha de perto a personalidade nas suas deslocações, assinalando sempre o local onde a mesma se encontra.
Quase todos os países têm uma bandeira identificativa do respetivo chefe de Estado, tradicionalmente conhecida por "estandarte real" nas monarquias ou  "estandarte presidencial" nas repúblicas. Os estandartes reais estão entre as mais antigas bandeiras representando soberania, sendo os precursores de muitas bandeiras nacionais. É comum existirem também bandeiras pessoais para chefes de governo, ministros, governadores e outras altas autoridades estatais. As marinhas de guerra criaram, desde muito cedo, sistemas de bandeiras de comando, referidas como "insígnias" ou "distintivos pessoais" para serem arvoradas nos navios onde embarcavam os oficiais generais de uma força naval, bem como outros oficiais com funções de comando. Originalmente, existia apenas um modelo genérico de bandeira distintiva de general, sendo o seu posto específico e hierarquia relativa dentro da força naval identificada pelo mastro onde aquela era arvorada. No final do século XIX, com a substituição da vela pela propulsão a vapor e a consequente redução do número de mastros nos navios de guerra, este sistema de distinção de postos tornou-se inviável, sendo então introduzido um modelo privativo de bandeira para cada um dos diversos postos de general. Os iate clubes, que tradicionalmente adotam terminologias navais para designar os seus dirigentes, usam também sistemas de bandeiras pessoais análogos aos das marinhas de guerra para os identificar. Outros ramos das forças armadas, forças policiais e mesmo algumas instituições civis, adotaram também bandeiras pessoais para identificar os seus altos oficiais e dirigentes. Em muitos países, por terem direito ao uso de uma bandeira pessoal, os oficiais generais são designados "oficiais de bandeira". 
As bandeiras hoje mais utilizadas para identificar um indivíduo em concreto - e não qualquer titularidade de que seja detentor - são os sinais privativos tradicionalmente empregues pelos proprietários das embarcações de recreio. Na Europa medieval, para além do uso de bandeiras armoriais com armas familiares hereditárias, certos membros da nobreza passaram também a usar bandeiras exibindo os seus emblemas pessoais, que eram exclusivamente individuais e não transmissíveis, prática que ainda hoje é seguida em alguns países.
Bandeiras nacionais
- Bandeira nacional de Angola
- Bandeira de guerra do Japão
- Bandeira estatal da Dinamarca

As bandeiras nacionais destinam-se em regra a identificar os estados-nações, representando a sua soberania e constituindo-se como seus símbolos nacionais. Algumas delas podem contudo representar nações sem estado ou estados multinacionais. Para além de representar genericamente um país, a sua bandeira é frequentemente usada para representar aspetos específicos do mesmo, tais como a sua língua ou a sua moeda. Na atualidade, a bandeira de um país é geralmente considerada o seu principal símbolo visual, suplantando em importância outros símbolos que no passado tiveram uma importância superior, como os brasões e laços nacionais. Assim, longe de ser vista como um simples pedaço de pano, uma bandeira nacional é geralmente considerada como algo que representa a história, convicções, lutas e esperanças de um povo, sendo por isso tratada com um respeito quase idêntico ao que merece a própria nação que representa. Em quase todos os países, o seu uso é regulado por leis, estatutos ou meras convenções, que definem as circunstâncias em que devem ser arvoradas, tais como dias, locais e mastros, a sua precedência em relação outras bandeiras, bem como o protocolo adequado para as içar e arriar.
Grande parte dos países - incluindo todos os do mundo de língua portuguesa - possui uma única bandeira nacional, que é utilizada em todos os contextos em que é necessária a sua identificação por meio de uma bandeira. Este não é contudo o caso de muitos outros, os quais se identificam por diversas bandeiras, que variam consoante o contexto. Nestes, existe em regra uma bandeira de uso comum por todos os cidadãos nacionais, que é também a utilizada quando é necessário identificar genericamente o país em ambientes internacionais, como exposições, conferências, competições e outros eventos, o que faz com que seja geralmente a mais conhecida do público e percebida pelo mesmo como a "bandeira nacional" daquele país. Contudo, para além dessa bandeira de uso comum, estes países dispõem de outras bandeiras nacionais para usos em contextos mais específicos, entre as quais se podem incluir a bandeira mercante (arvorada pelos navios mercantes), a bandeira de guerra (usada pela marinha de guerra e eventualmente por outras forças armadas), a bandeira estatal (usada pelos órgãos civis do Estado), a bandeira das embarcações de recreio (arvorada pelas embarcações de recreio), a bandeira postal (arvorada pelos navios servindo de correios marítimos) e a bandeira da aviação (arvorada nos aeródromos, órgãos aeronáuticos e eventualmente nas próprias aeronaves). Estas bandeiras têm a dupla função de, por um lado, identificarem a nacionalidade, mas por outro lado, também assinalarem o estatuto específico dos locais ou entidades que as arvoram. A vexilologia classifica as bandeiras nacionais em seis tipos principais, consoante sejam empregues em terra (designadas "bandeiras") ou no mar ("pavilhões") e consoante o seu uso seja privado ("bandeira civil" e "pavilhão civil"), estatal não militar ("bandeira estatal" e "pavilhão estatal") ou militar ("bandeira de guerra" e "pavilhão de guerra").
Bandeiras subnacionais
- Bandeira municipal de Lisboa
- Bandeira regional da Córsega
- Bandeira estadual do Paraná

As bandeira subnacionais representam as entidades subnacionais que correspondem aos territórios internos em que se subdividem os estados soberanos. Na maioria dos países, existem entidades subnacionais de nível superior - tais como estados federados, províncias, distritos e regiões - e entidades de nível local - tais como municípios, cidades, freguesias e bairros - sendo hoje comum todas elas se identificarem por bandeiras. Em alguns países - tais como Portugal e Timor-Leste - as bandeiras subnacionais seguem modelos padronizados, que estão regulados a nível nacional. Contudo, na maioria dos países, cada entidade subnacional pode criar a sua própria bandeira com poucas ou nenhumas restrições, não sendo assim obrigada a seguir nenhum padrão específico. Frequentemente, as entidades subnacionais que historicamente foram já estados independentes - como o Texas e a Catalunha - mantêm o uso da sua antiga bandeira nacional. Este uso pode ser feito como uma mera referência histórica ao seu passado, mas por vezes tem uma intenção política de simbolizar a aspiração a uma maior autonomia ou mesmo à restauração da independência perdida. Por outro lado, as bandeiras de algumas entidades subnacionais que, apesar de não soberanas, têm o estatuto interno de "nação" ou "país" - como a Escócia e Aruba - são referidas como "bandeiras nacionais" ainda que, para quase todos os efeitos, sejam na realidade bandeiras subnacionais. Muitas entidades subnacionais adotam regras de protocolo e de uso das respetivas bandeiras análogas às que são usualmente definidas para as bandeiras nacionais, mas com uma precedência inferior a estas.
Bandeiras de organizações internacionais
- Bandeira da Organização Mundial de Saúde
- Bandeira da União Africana
- Bandeira olímpica

As bandeiras de organizações internacionais destinam-se a identificar as instituições intergovernamentais compostas por estados soberanos e dotadas de personalidade jurídica própria. Existem inúmeras organizações deste tipo, que vão desde as instituições especializadas que atuam apenas num setor muito específico (como a Organização dos Países Exportadores de Petróleo) até a instituições supranacionais com alargados poderes políticos e até quase soberanos (como a União Europeia). Por via dos tratados que as regem e do direito internacional em geral, muitas destas organizações têm privilégios especiais que também se aplicam às respetivas bandeiras. É assim comum, que nas instalações, eventos e outros locais controlados por estas organizações, as suas bandeiras assumam uma precedência superior à da própria bandeira nacional do país onde se encontram. Os locais onde as bandeiras destas organizações estão arvoradas são também frequentemente considerados neutros, em caso de conflito armado, estando assim protegidos ao abrigo do direito internacional humanitário.
Muitas das organizações internacionais dispõem de protocolos e regras próprias para uso das suas bandeiras. Estas regras estabelecem normalmente restrições ao seu uso mas podem, pelo contrário, obrigar ao seu uso em contextos específicos. Alguns estados membros de organizações internacionais também regulam o uso local das bandeiras das mesmas. Assim, por exemplo, a lei brasileira obriga ao hasteamento da bandeira do Mercosul, juntamente com a bandeira do Brasil, nas sedes dos poderes executivo, legislativo e judiciário da União, dos estados e dos municípios, bem como em alguns outros edifícios públicos. Já a bandeira europeia, que é reconhecida como símbolo da União Europeia por 17 dos seus estados-membros (mas não pelos 10 restantes), é habitualmente arvorada em conjunto com a bandeira nacional local, nos edifícios públicos de muitos dos países europeus, mas meramente a título facultativo na grande maioria dos casos, já que a Itália é o único país onde a legislação nacional estabelece essa obrigação.
Bandeiras corporativas
- Bandeira da Universidade Yale
- Bandeira da empresa de navegação P&O, reproduzida na chaminé do navio Pride of Bruges
- Bandeira do Exército do Peru

As bandeira corporativas são aquelas que representam os diversos tipos de corporações, sejam elas públicas ou privadas. Historicamente, talvez as primeiras bandeiras deste tipo tenham sido as bandeiras dos armadores da marinha mercante, que eram arvoradas nos seus navios como meio de os identificar quando se aproximavam de um porto. O uso de bandeiras por parte das inúmeras e diversas organizações acabou por se generalizar, como meio de reforço da sua identidade corporativa, sendo arvoradas nas suas instalações ou em outros locais, muitas vezes como uma forma de propaganda. Para além das empresas, clubes, universidades e outras instituições particulares, os próprios órgãos públicos de diversos países - que no passado apenas usavam a bandeira nacional ou estatal - passaram a fazer uso de bandeiras corporativas.
Bandeiras de ideologias, causas e religiões
- Bandeira negra anarquista
- Bandeira arco-iris LGBT
- Bandeira budista

As bandeiras representativas de entes abstratos, incluem aquelas que simbolizam ideologias, causas sociais, religiões, doutrinas ou outras ideias abstratas. Existem várias cores universalmente associadas a determinadas ideologias políticas, que têm uma presença dominante nas bandeiras que as representam. As de uso mais generalizado são a bandeira vermelha representando o esquerdismo, a bandeira negra representando o anarquismo e a bandeira dividida diagonalmente em preto e vermelho representando o anarco-sindicalismo. Existem também inúmeras bandeiras representando causas diversas, sendo que algumas das mais conhecidas são a bandeira arco-íris representando a causa LGBT e as bandeiras com as cores pan-africanas representando o pan-africanismo. Exemplos de bandeiras representativas de religiões são a bandeira budista representando o Budismo, a bandeira tradicional etíope representando o movimento rastafári e a bandeira cristã concebida para representar toda a cristandade, mas usada apenas por algumas igrejas protestantes.

### Bandeiras sinalizadoras
A grande visibilidade das bandeiras, mesmo a longas distâncias, fez com que estas tenham sido sempre usadas como um instrumento prático de transmissão de mensagens e de sinalização em geral, como tal sendo usadas em diversos âmbitos como o dos transportes, o militar, o das competições, o da publicidade, entre outros. As bandeiras são assim amplamente usadas como sinais de comunicação entre embarcações, bem como entre estas e estabelecimentos náuticos em terra. São também usadas no âmbito da ferrovia, como sinais de manobra e de advertência. No passado, foram usadas na aviação naval, como sinais de orientação das aeronaves durante as operações de pouso em porta-aviões. Até à generalização das comunicações via rádio, foram usadas no âmbito militar para transmissão de mensagens à distância entre unidades terrestres. As bandeiras sinalizadoras são usadas em inúmeros tipos de competições e atividades recreativas, incluindo no automobilismo, no futebol, nas regatas e nas praias.
Transmissão de mensagens por bandeiras
- Navio de cruzeiros Maasdam formando a mensagem "12Z" com bandeiras do CIS, significando o sexto navio navegando no Canal do Panamá em direção a sul, com estatuto de navio privilegiado.
- Marinheiro do porta-aviões Theodore Roosevelt transmitindo uma mensagem por meio de sinalização homógrafa, durante uma operação de reabastecimento no mar.
- Escoteiros alemães exercitando a transmissão de mensagens com bandeiras

O sistema mais comum de transmissão de mensagens através do emprego de bandeiras é o do Código Internacional de Sinais (CIS), inicialmente criado para uso específico da marinha de comércio, mas depois alargado aos restantes ramos da marinha. O CIS consiste num conjunto de bandeiras, de vários formatos, representando números e letras do alfabeto romano, além de sinais especiais. Para além de poder ser empregue na formação de palavras, com o seu significado alfabético, cada bandeira significa também uma mensagem particular quando arvorada individualmente. Antes da generalização do CIS, as marinhas de guerra dispunham dos seus próprios regimentos de sinais, prática que ainda se mantém em algumas delas como é o caso da Marinha da Rússia. As forças navais da OTAN usam um código de sinais próprio que emprega as bandeiras do CIS e outras bandeiras adicionais.
A sinalização homógrafa ou semafórica constitui um outro meio de transmissão de mensagens por bandeiras. Consiste na movimentação de duas bandeiras por um sinaleiro, cuja posição representa um número ou letra do alfabeto. Este tipo de sinalização é ainda usada no âmbito naval, especialmente nas comunicações entre navios a curtas distâncias, bem como pelos escoteiros, sendo que, no passado era também usada pelas forças terrestres de alguns países. Um outro sistema de comunicações militares usado no passado, por alguns exércitos, empregava apenas uma única bandeira, cuja posição correspondia a um número, sendo que as palavras eram formadas por um conjunto de números correspondente a um código pré-estabelecido.
Bandeiras usadas em competições
- Emprego da bandeira xadrez para assinalar a chegada à meta de uma prova do campeonato de Fórmula E na Alemanha.
- Árbitro assistente austríaco assinalando uma irregularidade com uma bandeira, num jogo de futebol.
- Bandeira assinalando um buraco, num campo de golfe em Inglaterra

No automobilismo e motociclismo, os comissários de pista e outros oficiais usam bandeiras para comunicar visualmente com os pilotos. A mais conhecida é a bandeira xadrez, com quadrados brancos e pretos, que assinala a chegada à meta. O significado das bandeiras de outras cores varia conforme o tipo de corrida e as regras a ela aplicáveis, mas em geral a bandeira amarela indica cautela e obrigação de circulação a baixa velocidade, a bandeira vermelha indica a ordem de paragem imediata da corrida e a bandeira preta indica uma penalização.
Tanto no futebol como no rugby, os respetivos árbitros assistentes usam pequenas bandeiras para indicar, ao árbitro principal, potenciais irregularidades, bem como quem tem direito à posse de bola quando a mesma sai fora do campo. Por esta razão, os árbitros assistentes de futebol são coloquialmente chamados de "bandeirinhas". Cada campo de futebol tem também os seus quatro cantos assinalados por pequenas bandeiras. Nas modalidades de futebol americano, canadense, australiano, gaélico e hurling, são também empregues vários tipos de bandeiras de forma análoga.
No golfe, cada buraco é normalmente assinalado com uma bandeira. A haste de cada bandeira é colocada no centro do buraco, sendo amovível. Em muitos campos de golfe, são utilizados códigos de cores para as bandeiras, que indicam se o buraco se encontra na frente, no meio ou atrás do green. Os códigos de cores não são contudo usados nos torneios profissionais.. 
Nas regatas, são usadas bandeiras para transmissão de informações, entre o barco da comissão de regata e os competidores. A comissão de regata pode içar diferentes bandeiras para indicar falsas partidas, mudanças de curso, cancelamento da prova e outras informações importantes. Os próprios barcos de competição podem também içar bandeiras como sinal de protesto ou de emergência. As bandeiras usadas como sinais de regatas são as do CIS, acrescidas de bandeiras especiais de cor preta, laranja e azul.
Sinalização de aviso com bandeiras
- Bandeiras "Alfa" do CIS, assinalando a presença de mergulhadores.
- Bandeira amarela, arvorada numa torre de salva-vidas de uma praia da Andaluzia, significando perigo intermédio.
- Chefe de estação ferroviária na Tailândia, com a bandeira vermelha desfraldada, significando sinal de paragem.

Em operações de mergulho, a presença de mergulhadores debaixo de água em determinada área é assinalada com uma bandeira colocada à superfície, sendo normalmente arvorada numa embarcação ou numa boia. As normas internacionais preveem que seja utilizada a bandeira "Alfa" do CIS (bandeira farpada e bipartida de branco e azul), mas também é comum e tolerado o uso da tradicional bandeira de mergulho (bandeira vermelha atravessada com uma banda diagonal branca). No âmbito da OTAN, o sinal utilizado para indicar a presença de mergulhadores militares é uma bandeira vermelha com uma cruz de Santo André branca.
Nas praias e piscinas públicas são empregues bandeiras para sinalizar as condições de segurança da água para os banhistas. Estas bandeiras são normalmente içadas em mastros de sinais instalados junto aos postos de salva-vidas e operadas por estes. O sistema de aviso nas praias varia de país para país mas, em quase todos eles, emprega bandeiras de cores vermelha, amarela e verde, cada qual representando um grau de perigo. A bandeira vermelha indica perigo máximo, normalmente implicando a proibição de entrar na água. A bandeira amarela indica perigo intermédio, sendo permitido entrar na água, mas não nadar. A bandeira verde indica que é seguro nadar. Em alguns países, os limites laterais das áreas de praia vigiadas por salva-vidas são assinalados por um par de bandeiras de cores vermelha e amarela. A ausência temporária de salva-vidas pode ser assinalada por uma bandeira especial ou pela ausência de qualquer bandeira no mastro de sinais. Em alguns países, existem também bandeiras especiais para assinalar a presença de organismos marinhos nocivos, de áreas reservadas a embarcações e de áreas proibidas às mesmas.
A sinalização de perigo e de manobra com bandeiras é comum no âmbito de vários transportes terrestres. Na ferrovia, as bandeiras são amplamente empregues pelos chefes de estação, guardas das passagens de nível e outros funcionários, como sinais de marcha e de aviso. O significado e as cores das bandeiras variam conforme o país e o operador da ferrovia. Contudo, na maioria dos casos, a bandeira vermelha é usada como sinal de paragem imediata de uma composição ferroviária, a amarela como sinal de passagem com precaução e a verde como sinal de passagem livre. Em alguns países, bandeiras de cores específicas podem também ser arvoradas nas locomotivas ou nas próprias vias para assinalar certos perigos.
Alguns serviços meteorológicos empregam bandeiras no âmbito dos seus sistemas de alerta de mau tempo. As bandeiras são içadas em mastros de sinais instalados perto da costa marítima ou em outros locais relevantes. O modelo, a quantidade e o posicionamento das bandeiras içadas podem indicar a velocidade e direção prevista do vento ou outras condições meteorológicas adversas esperadas. Nas embarcações, aeródromos e pontes são também empregues ocasionalmente bandeiras para indicar a intensidade e direção do vento. As bandeiras usadas como indicadores visuais das condições de vento nos aeródromos (conhecidas como "birutas" ou "mangas") têm o formato de um cone tubular, com fundo de cor laranja, sobre o qual estão dispostas várias listras brancas que servem como marcas de medida da velocidade do vento.

### Bandeiras ornamentais
As bandeiras são também usadas como ornamento, sendo frequentemente incluídas em decorações realizadas em ocasiões festivas. 
Bandeiras ornamentais
- Rua de Barbalha, Ceará decorada com guirlandas de bandeirolas.
- Veleiro Santa Maria Manuela embandeirado em arco.
- Casa empavesada com as cores dos EUA.

Uma das formas mais comuns de uso de bandeiras ornamentais é a sua aplicação sob a forma de guirlandas de bandeirolas. Estas consistem em séries de pequenas bandeiras de várias cores, normalmente de formato triangular, unidas por um fio, que são colocadas em ruas, postes, edifícios e outros locais, em ocasiões especiais.
O embandeiramento em arco realizado a bordo das embarcações é análogo às guirlandas de bandeirinhas, mas é feito com as bandeiras do Código Internacional de Sinais, unidas por um cabo atravessado da popa à proa do navio, passando pelos seus mastros.
Uma forma especial de ornamentação com bandeiras é o empavesamento, muito praticado em alguns países e especialmente nos EUA onde é conhecido por bunting. Este consiste na decoração com bandeiras e outros panos com as cores nacionais ou eventualmente outras cores simbólicas, dispostas em leques, florões, grinaldas, cortinas e drapeados vários. Para além de meramente ornamental, o empavesamento é uma forma de decoração com uma índole simbólica, sendo por isso muito praticado em eventos políticos e patrióticos. Além disso, permite respeitar as restrições legais, que existem em alguns países, quanto ao uso das respetivas bandeiras nacionais como decoração.

## Protocolo e etiqueta
O uso das bandeiras está sujeito a várias regras, incluindo normas oficiais de protocolo e regras de etiqueta consagradas pela tradição. Geralmente, estas regras são mais estritas em relação a bandeiras nacionais e a outras bandeiras representativas de entidades políticas e administrativas.

### Regras gerais
Existe um conjunto de regras gerais de etiqueta para o uso de bandeiras que se aplicam em quase todos os países, as quais têm origem na tradição, consagrando-se pelo seu uso prolongado ao longo dos tempos. Para além de seguirem estas regras universais, quase todos os países criaram normas legais que regulam especificamente o tratamento, o cerimonial e o uso geral das respetivas bandeiras nacionais, as quais se inserem geralmente no âmbito do protocolo de Estado. Para além dos países, outras entidades coletivas - incluindo organizações internacionais, entidades territoriais subnacionais e instituições públicas e privadas - também dispõem de normas análogas para as respetivas bandeiras. O cumprimento das regras de tratamento e uso das bandeiras tende a ser mais rigoroso em certas geografias do que em outras, em geral dependendo do nível de consideração que a própria sociedade local tem pela bandeira e pelo que ela representa, da situação política vigente e até do estágio educacional e cultural da população.

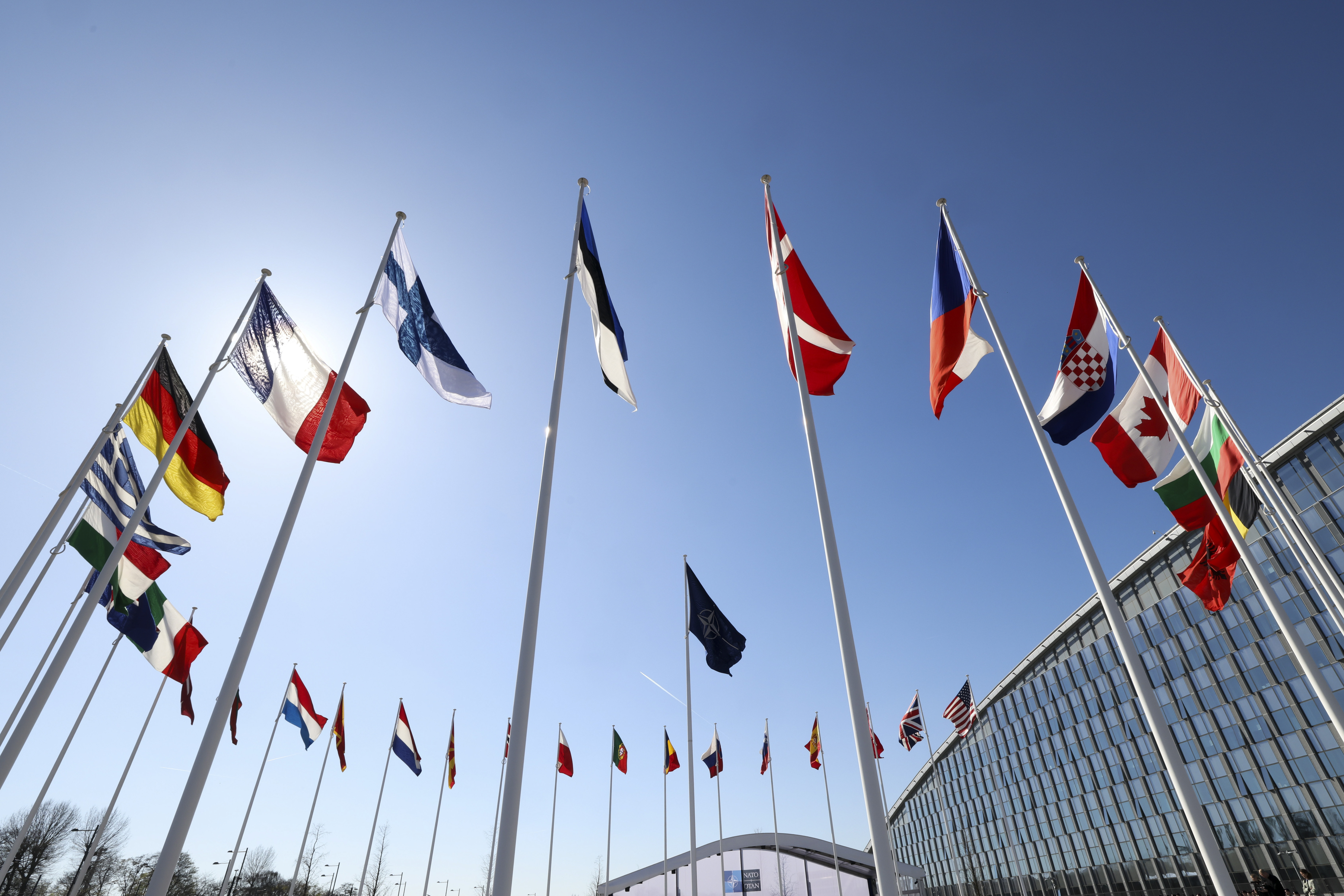
Bandeiras da OTAN e dos seus países membros, no exterior da sede daquela em Bruxelas. Protocolarmente, as bandeiras dos países estão dispostas em semicírculo pela ordem alfabética do seu nome em inglês, sendo dada precedência superior à própria bandeira da OTAN, colocada num mastro no centro do semicírculo.

A hierarquia e a ordem de colocação das bandeiras - nos casos em que várias delas sejam desfraldadas em conjunto - são um dos principais pontos regulados pelo protocolo e etiqueta. Num determinado país, a sua bandeira nacional tem geralmente precedência sobre todas as restantes. Existem porém casos em que isso não acontece, sendo dada precedência superior a outras bandeiras, tais como estandartes de chefes de estado em alguns países ou bandeiras de organizações internacionais no âmbito destas. A precedência superior de uma bandeira implica, entre outras coisas, que a mesma tenha dimensões nunca inferiores, que seja arvorada a uma altura igual ou superior e que nunca seja içada depois ou arriada antes das bandeiras hierarquicamente inferiores.
Em muitos edifícios ou outros recintos, existe frequentemente um mastro principal (também referido como "mastro de honra") destinado a arvorar a bandeira de maior hierarquia, o qual se destaca por ser colocado no local de maior honra e por ser frequentemente mais alto que os restantes.
Quando são desfraldadas diversas bandeiras com um nível de hierarquia igual, como é o caso de várias bandeiras nacionais, existem vários métodos para as ordenar. O mais comum é o de ordenar as bandeiras alfabeticamente, de acordo com o nome da entidade representada pela bandeira. Um outro método - usado frequentemente em vários estados federais e regionais no ordenamento das bandeiras das respetivas entidades subnacionais - é o de ordenar as bandeiras pelas datas da criação das entidades representadas ou pela data da sua adesão à federação.
Existindo vários mastros de bandeiras, no mesmo local e com as mesmas dimensões, a sua ordem de colocação define-se pelo do ponto de vista das próprias bandeiras arvoradas, o que significa que a referência a "direita" e "esquerda" corresponde, respetivamente, à esquerda e à direita de um observador que esteja de frente para as mesmas. No caso de três mastros, a regra quase universal determina que a bandeira de maior hierarquia seja arvorada no mastro central, a segunda de maior hierarquia seja arvorada no mastro da direita e a terceira no mastro da esquerda. No caso de quatro ou mais mastros, existem dois métodos para estabelecer a ordem de colocação das bandeiras. O primeiro estabelece que as bandeiras sejam arvoradas da direita para a esquerda, segundo a ordem decrescente de hierarquia. O segundo método estabelece que a bandeira de maior hierarquia seja arvorada no mastro central (se forem impares) ou no mastro imediatamente à direita do ponto central da linha de mastros (se forem pares), sendo a segunda bandeira de maior hierarquia arvorada no mastro imediatamente à direita do mastro central (se forem impares) ou imediatamente à esquerda do ponto central (se forem pares), seguindo-se as restantes bandeiras, sempre alternando à direita e à esquerda e afastando-se do centro.

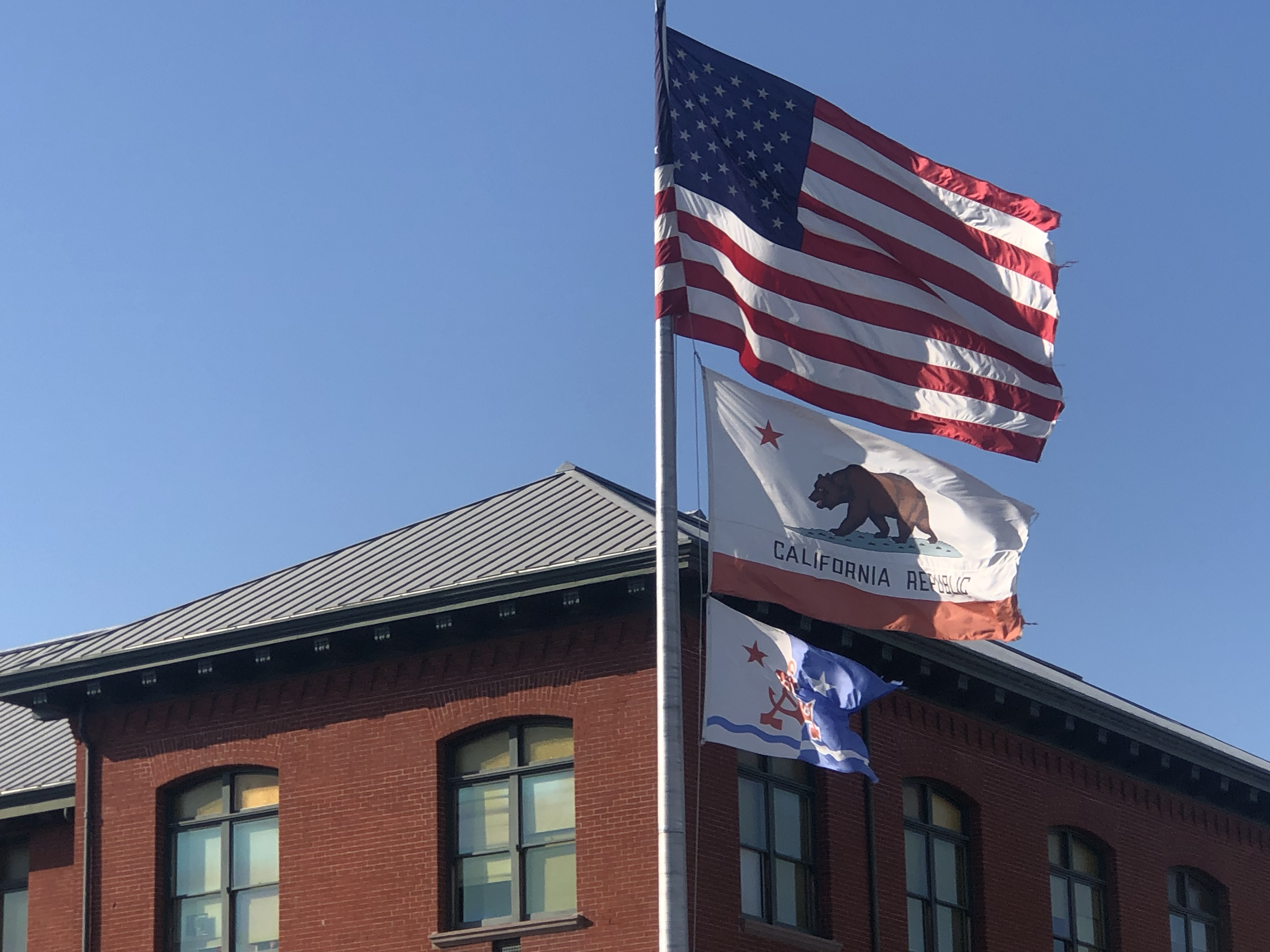
Bandeiras dos EUA, da Califórnia e da cidade de Alameda, apresentando-se de tamanhos diferentes e colocadas umas sobre as outras, no mesmo mastro. Neste caso, esta disposição é admissível porque as bandeiras menores e em posição inferior representam subdivisões das entidades representadas pelas bandeiras maiores e em posição superior.

A hierarquização das bandeiras também é definida pelo respetivo tamanho. Protocolarmente, uma bandeira hierarquicamente superior deverá ter sempre um tamanho igual ou superior ao das bandeiras hierarquicamente inferiores. Por outro lado, bandeiras com o mesmo nível hierárquico deverão ter sempre tamanhos iguais, regra cujo cumprimento pode ser desafiante nos casos em que tenham que ser desfraldadas várias bandeiras cujas proporções sejam diferentes, como é o caso da diversas bandeiras nacionais. Frequentemente, este problema é ultrapassado arvorando-se bandeiras de uma única proporção, o que implica ignorar as proporções originais de algumas delas. Em outros casos, mantêm-se as proporções originais de cada bandeira, mas estas são dimensionadas de modo que as medidas das respetivas linhas diagonais de um canto superior ao canto inferior oposto sejam iguais para todas. Outro método comumente utilizado é o de desfraldar todas as bandeiras com a mesma largura, mantendo as proporções originais de cada uma, sendo que esta prática não igualiza realmente o tamanho das mesmas, especialmente nos casos em que existe uma elevada diferença entre proporções.
Uma das principais regras de etiqueta estabelece também que duas bandeiras nacionais - ou mesmo quaisquer outras duas bandeiras de igual hierarquia - nunca devem ser colocadas uma sobre a outra, no mesmo mastro. Esta prática remete para o tradicional costume militar de, no final de uma batalha, ser içada a bandeira da parte vencedora sobre a bandeira da parte vencida, sendo por isso considerada bastante ofensiva para o país cuja bandeira fique na posição inferior. Em alguns países, o protocolo proíbe completamente o arvorar de duas bandeiras no mesmo mastro, mas em outros países isso é aceitável e até prática comum nos casos em que as bandeiras colocadas em posição inferior representem entidades subordinadas daquelas representadas pelas bandeiras colocadas em posição superior.
O protocolo e a etiqueta de alguns países também pode estabelecer regras e procedimentos especiais para a destruição de bandeiras que, por estarem degradadas, obsoletas ou outra qualquer razão, tenham deixado de poder ser utilizadas. O procedimento para estes casos inclui geralmente a realização de um cerimonial especial, eventualmente acompanhado do toque do hino, após o qual as bandeiras são incineradas.
As bandeiras têm geralmente duas faces, sendo uma delas o anverso e a outra o reverso. As bandeiras com eixo de simetria vertical apresentam igual aspeto, quer mostrem o anverso, quer o reverso, mas as restantes apresentam-se invertidas quando observadas pelo reverso. Normalmente a forma correta de reproduzir uma bandeira, sob a forma de imagem numa superfície é representá-la pelo anverso, ou seja, apresentando o lado da tralha do lado esquerdo do observador. Contudo, quando a imagem da bandeira é reproduzida numa superfície do lado direito de um veículo ou na manga direita de uma peça de vestuário, a forma correta de representá-la é pelo seu reverso. 

### Cerimonial marítimo
O cerimonial marítimo constitui o conjunto de regras de protocolo e cortesia que se praticam nas embarcações e na marinha em geral, muitas das quais têm a ver com o emprego das bandeiras. Desde muito cedo que as bandeiras tiveram sempre uma importância particular no mar, onde podiam fazer a diferença entre a vida e a morte, tendo por isso sido aí desenvolvido um complexo sistema de regras para o seu uso, cujo cumprimento foi sempre estritamente aplicado. A aplicação de várias das regras do cerimonial marítimo relacionadas com as bandeiras acabou por alargar-se a terra, estando na origem de muitas das normas universais de protocolo e etiqueta hoje praticadas no uso de bandeiras.
As embarcações arvoram vários tipos de bandeiras, incluindo as indicativas de nacionalidade, as distintivas, as de sinais e as de cortesia. 

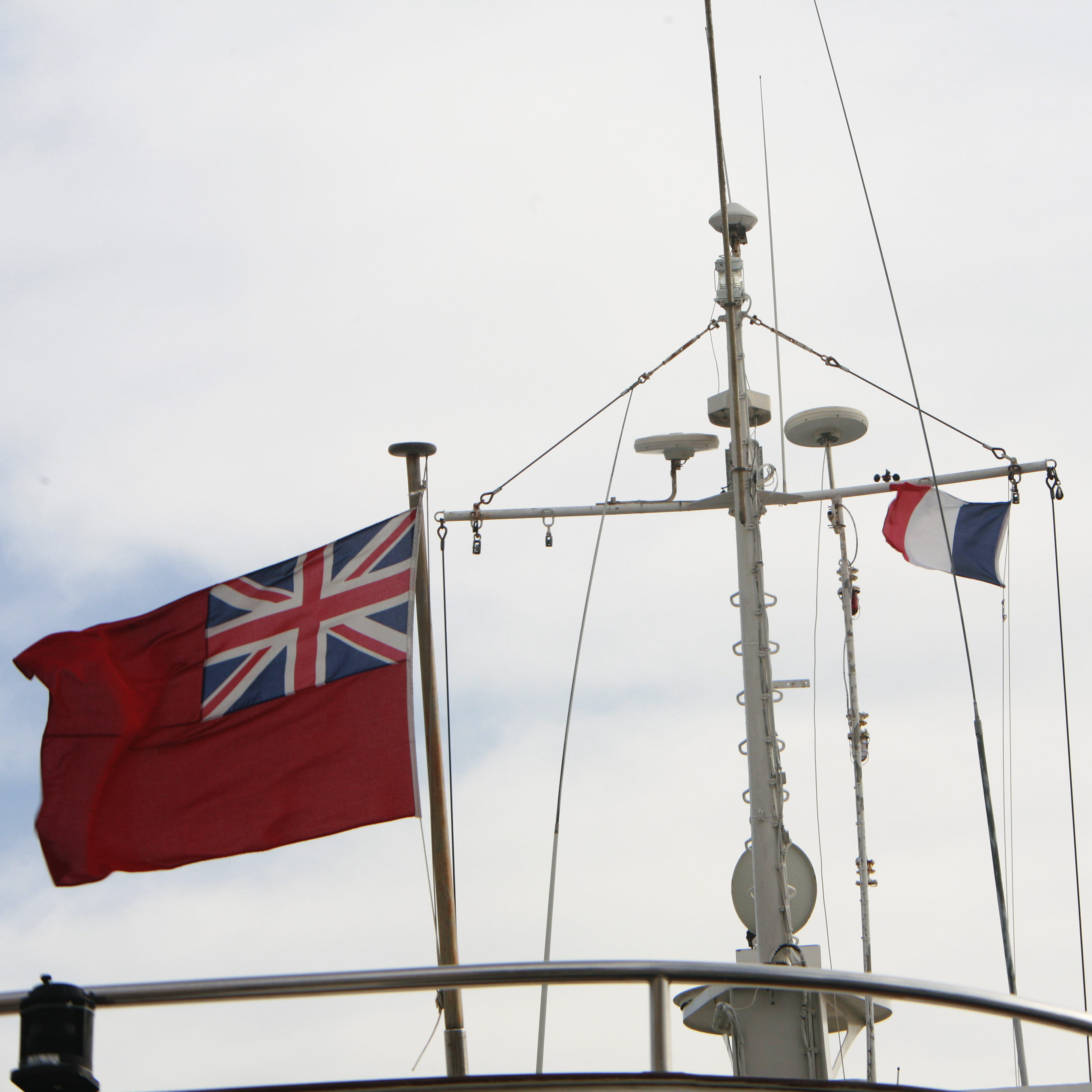
Iate britânico Ariane NI no porto de Toulon, arvorando a bandeira mercante do seu país à popa e a bandeira de cortesia do estado visitado (bandeira francesa) na verga do mastro.

As bandeiras indicativas de nacionalidade - também conhecidas como "pavilhões" ou "bandeiras de popa" - são as principais bandeiras usadas pelas embarcações. Na tradição náutica, o local mais nobre a bordo de um navio é a sua popa (e não necessariamente o seu ponto mais alto, como praticado em terra) e como tal o pavilhão de uma embarcação deve ser arvorado o mais próximo possível daquela, mesmo que isso implique ficar colocado a uma altura inferior à de outras bandeiras. É geralmente içado no pau de bandeira situado à popa da embarcação, mas pode passar para o mastro principal ou para o penol da carangueja mais à ré quando em navegação. O pavilhão deve também ser a maior bandeira arvorada a bordo, a tradição indicando que deve ter um comprimento correspondente a 1/12 do comprimento total da embarcação e pelo menos o dobro do tamanho de qualquer outra bandeira. Muitos estados empregam a respetiva bandeira nacional como bandeira de popa dos seus navios, mas outros dispõem de pavilhões distintos daquela. Quando isto acontece, frequentemente dispõem de diferentes pavilhões para uso específico pelos navios mercantes (bandeiras mercantes), pelos navios de guerra (bandeiras de guerra), pelos navios prestando determinados serviços públicos e pelas embarcações de recreio. Navegando em mar alto, os navios não mantêm normalmente o seu pavilhão arvorado, mas as regras marítimas obrigam a içá-lo sempre que estejam entrando ou saindo de um porto, quando se cruzem com um navio de guerra, quando passem à vista de uma estação de controle de navegação, em dias de celebração e em outros casos em que seja necessário provar a nacionalidade. Os navios de guerra devem içar sempre o seu pavilhão antes de um combate e mantê-lo arvorado enquanto este durar, sendo o seu arriar considerado um sinal de rendição. Tradicionalmente, os navios saúdam-se mutuamente arriando brevemente e voltando a içar o seu pavilhão.

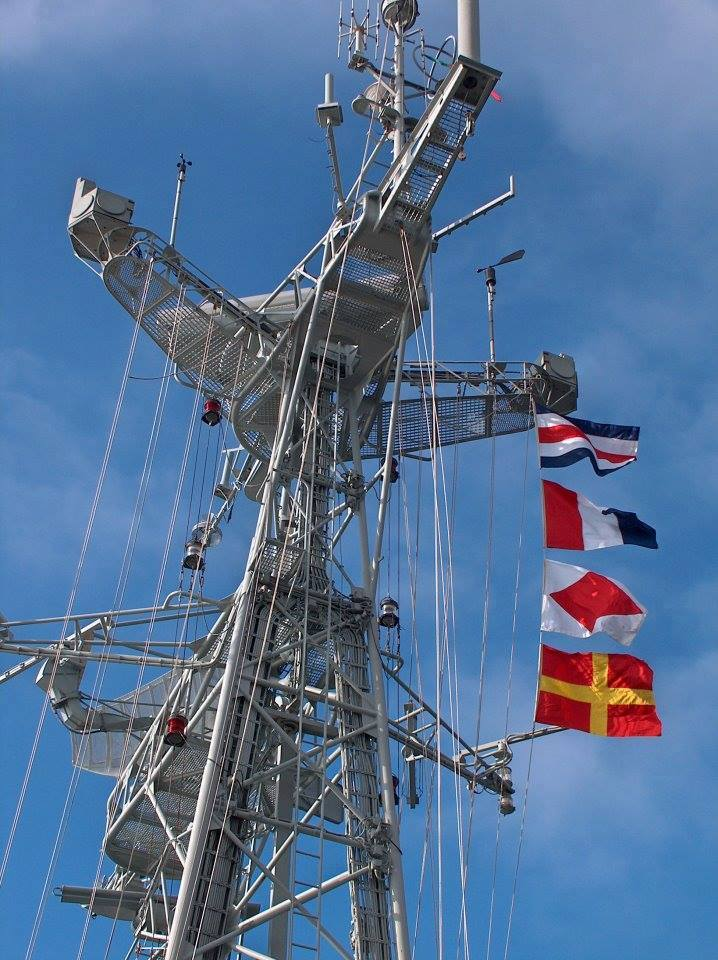
Distintivo particular da fragata Comandante João Belo, constituído pelo seu indicativo de chamada "CTFR", formado com bandeiras de sinais arvoradas no mastro do navio.

Frequentemente, as embarcações também arvoram bandeiras distintivas, coletivas e particulares. Os distintivos coletivos indicam geralmente a frota ou outra coletividade à qual pertence ou está afiliada a embarcação (armada, esquadra, divisão naval, porto de registo, armador, iate clube, etc.). Entre estes, incluem-se os jaques, as flâmulas, os distintivos de armador e os galhardetes de clube. Os distintivos particulares identificam o próprio navio ou a pessoa com mais autoridade a bordo. Entre estes incluem-se os indicativos internacionais de chamada dos navios, os distintivos e insígnias pessoais de oficiais da marinha de guerra e de iate clubes e os sinais particulares dos proprietários de embarcações de recreio. Os jaques são geralmente usados apenas pelos navios de guerra, sendo içados à proa quando os mesmos se encontrem fundeados. Os restantes distintivos são geralmente arvorados no topes, nas vergas ou nos vaus dos mastros. Nos antigos veleiros de múltiplos mastros, o mastro onde era arvorada a insígnia de oficial general indicava a sua patente, correspondendo o mastro principal a almirante, o de avante a vice-almirante e o da ré a contra-almirante.
As bandeiras para comunicações usadas pelas embarcações são geralmente as do Código Internacional de Sinais (CIS), mas existem algumas marinhas de guerra que dispõem do seu próprio regimento de sinais, utilizando outras bandeiras. A bordo de alguns navios - hoje em dia quase exclusivamente navios de guerra - são também usadas bandeiras para sinalização homógrafa, sistema semafórico de transmissão de mensagens que se baseia na posição de duas bandeiras empenhadas por um sinaleiro. Tradicionalmente no mar, a sinalização com bandeiras pode ser feita com quase todas as que se encontram a bordo, inclusive com o próprio pavilhão, cujos movimentos, local e forma de içar podem significar uma mensagem especial.

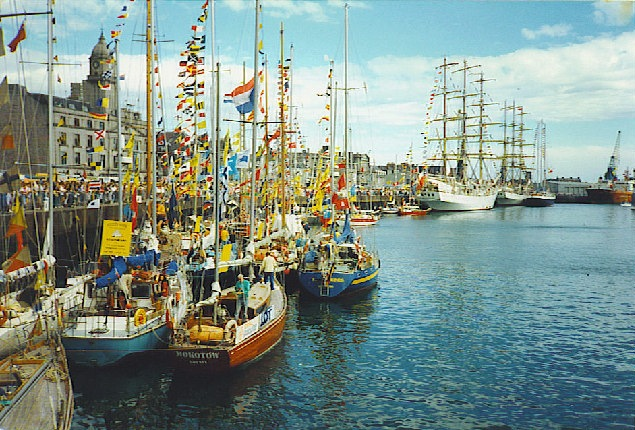
Embarcações embandeiradas em arco no porto de Aberdeen, por ocasião da regata Cutty Sark de 1991.

As bandeiras de cortesia são as bandeiras içadas pelos navios, quando visitam um estado estrangeiro, como sinal de deferência para com o mesmo. Correspondem normalmente à bandeira nacional do estado visitado ou, quando a possuir, à sua bandeira mercante. Existem contudo casos em que é  prescrita a utilização de outras bandeiras. Nos navios com vários mastros, a bandeira de cortesia é normalmente içada no tope do mastro de avante, enquanto que nos navios de um único mastro é içada no bordo deste que esteja voltado para o cais.
No dia a dia, as embarcações praticam o embandeiramento particular, que consiste em arvorar apenas a bandeira de popa e - quando aplicável - os distintivos e a bandeira de cortesia. Em dias de celebrações especiais, podem praticar contudo o embandeiramento em arco, que consiste na colocação de uma série de bandeiras do CIS num cabo especial atravessando a embarcação de proa à popa, passando pelo extremo superior dos respetivos mastros, no tope dos quais são içadas bandeiras nacionais, para além de serem arvoradas também as bandeiras do embandeiramento particular. Em situações especiais mas menos solenes, pratica-se o embandeiramento nos topes, que consiste em içar bandeiras nacionais no tope dos mastros da embarcação, além das bandeiras do embandeiramento particular.
Além do seu cumprimento a bordo das embarcações, o cerimonial marítimo é seguido também pelas instituições náuticas localizadas em terra, tais como iates clubes, capitanias de portos, bases navais, escolas náuticas e marinas. Por essa razão, os mastros de bandeira existentes nestas instituições apresentam tradicionalmente o formato de mastros náuticos, dispondo de vergas, carangueja e múltiplas adriças, permitindo assim içar os diversos pavilhões, distintivos e sinais numa disposição análoga à que se aplicaria a bordo de um navio. Para além da mera função cerimonial inerente aos mastros de bandeira, os mastros deste tipo são também empregues numa função prática de transmissão de sinais visuais de terra para as embarcações (incluindo sinais de regatas, de informação sobre o estado das barras e de aviso de temporal), sendo por isso também conhecidos como "mastros de sinais".

### Içar e arriar da bandeira
O içar ou hastear da bandeira constitui o ato de a fazer subir até ao topo do seu mastro. Inversamente, o arriar da bandeira constitui o ato de a fazer descer. O içamento e o arriamento de bandeiras nacionais e eventualmente de outras a que também se dê uma especial deferência protocolar constitui geralmente um ato solene que obriga ao cumprimento de um conjunto de regras que podem variar de país para país. Em certas ocasiões, implica a realização de um cerimonial próprio. Por outro lado, as bandeiras de sinais e todas as outras que não tenham um valor simbólico significativo são içadas e arriadas de forma simples e expedita, sem qualquer solenidade.

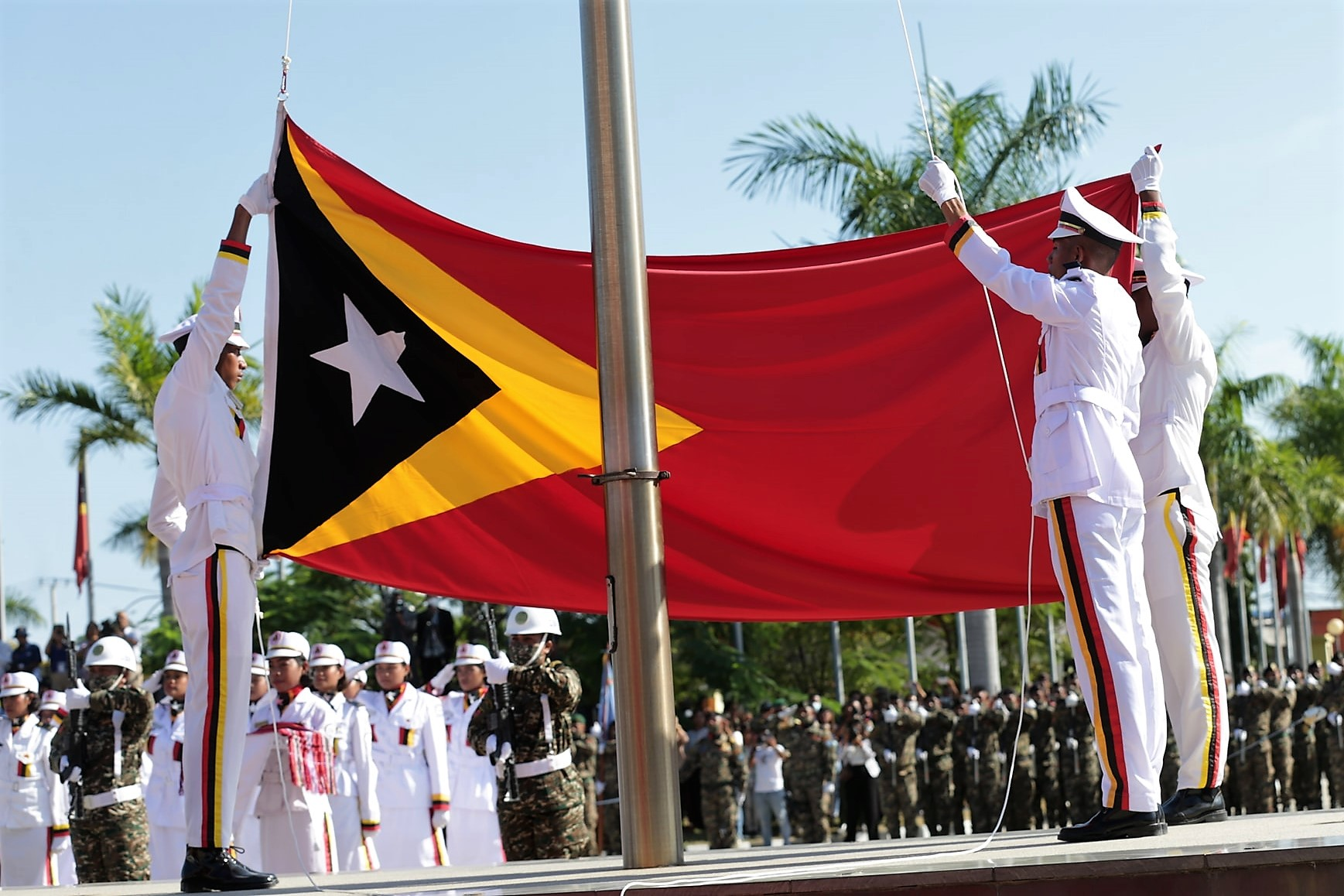
Içar solene da bandeira de Timor-Leste.

Os cerimoniais de içamento e de arriamento de bandeiras podem ser mais ou menos elaborados, conforme a solenidade da ocasião e as práticas locais. Em regra, os cerimoniais mais elaborados são realizados nos dias feriados ou em ocasiões de celebrações especiais.
Para o cerimonial, é normalmente designado um grupo de pessoas encarregue da bandeira, composto por militares, policiais, bombeiros, atletas, alunos, escoteiros ou outros, conforme o âmbito em que seja realizado. O cerimonial tem geralmente início com a entrada do grupo encarregue da bandeira, o qual se dirige para o mastro, levando-a consigo. Tradicionalmente, os membros do grupo usam luvas brancas e transportam a bandeira numa salva de prata. Chegando ao mastro, a bandeira é fixa à adriça e preparada para ser içada. No momento previsto, inicia-se então o içar da bandeira, que é geralmente feito de forma rápida e enérgica. Em cerimoniais mais elaborados, o içar é assistido por uma guarda de honra e eventualmente por uma banda de música encarregue de executar o hino respetivo enquanto a bandeira é içada. Quando o hino é tocado, o tempo de içar é regulado pela duração daquele.
O cerimonial de arriamento da bandeira é análogo, mas realizado pela ordem inversa ao de içamento. A bandeira é arriada de forma lenta e respeitosa. Algumas bandeiras têm uma forma própria de dobragem cerimonial que é executada pelo grupo encarregue da mesma, após aquela ser arriada e removida da adriça.
Protocolarmente, em situações em que várias bandeiras sejam arvoradas em conjunto e não seja possível içá-las todas ao mesmo tempo, as de maior hierarquia devem ser içadas sempre em primeiro lugar. Inversamente, as bandeiras de hierarquia inferior devem ser arriadas antes das bandeiras de hierarquia superior.

### Dias e horas de embandeiramento
Os dias de embandeiramento são aqueles em que, por obrigação legal ou por mera tradição, a bandeira nacional de um país deva ser arvorada nos seus edifícios públicos, monumentos, escolas e outros locais determinados. Podem também ser observados dias de embandeiramento análogos para bandeiras subnacionais. Um dia da bandeira é um dia de embandeiramento especial, realizado normalmente uma vez por ano, onde além de se arvorar meramente a bandeira a que se refere, esta é especificamente homenageada.
Em quase todos os países, os dias de embandeiramento ocorrem nos dias feriados, de festa ou de luto. Em certos locais simbólicos (como sedes de órgãos constitucionais e locais de significância histórica especial) ou onde seja necessário assinalar permanentemente a nacionalidade (como postos de fronteira e aeroportos internacionais), todos os dias do ano poderão ser definidos como dias de embandeiramento.

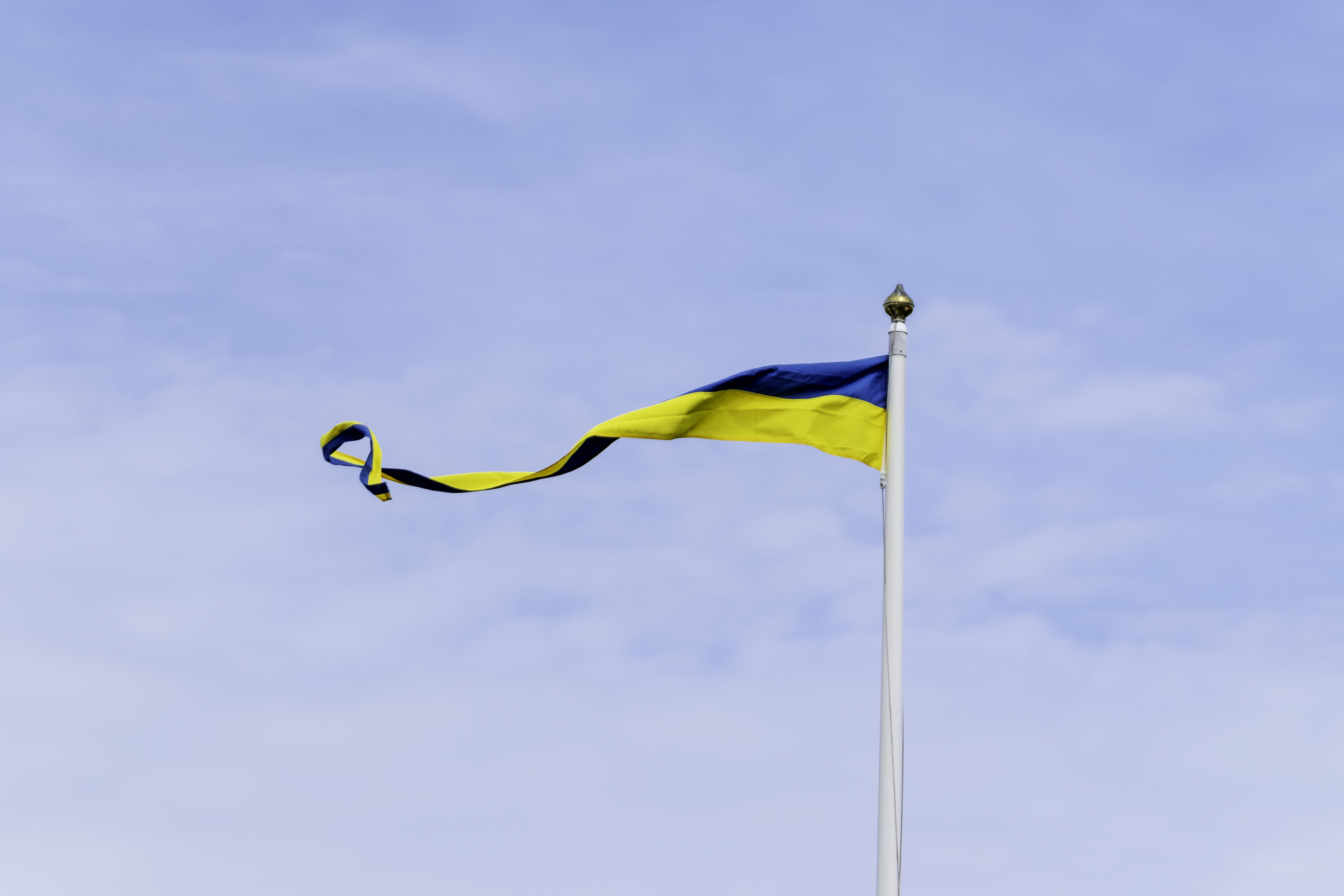
Fora dos dias de embandeiramento e seguindo a tradição nórdica, flâmulas com as cores nacionais são mantidas arvoradas em muitos mastros de bandeira da Suécia. Nos dias de embandeiramento, as flâmulas são substituídas pela própria bandeira da Suécia.

A observância dos dias de embandeiramento também varia de país para país, conforme as respetivas tradições e  restrições ao uso da bandeira. Assim, na maioria dos países onde a utilização da bandeira é irrestrita e até encorajada, existe a obrigação de arvorar a bandeira em determinados locais e por determinadas entidades públicas no dia de embandeiramento, mas o seu desfraldar é totalmente livre em qualquer outra data, em todos os locais e por qualquer entidade ou cidadão individual. Pelo contrário, em países onde o uso da bandeira é mais restrito, só determinadas entidades públicas é que a podem arvorar regularmente, sendo os dias de embandeiramento as únicas datas onde a permissão de desfraldar a bandeira é alargada a entidades privadas e aos cidadãos individuais. Nos países nórdicos existe a tradição de, fora dos dias de embandeiramento, as respetivas bandeiras nacionais serem substituídas, nos respetivos mastros, por flâmulas com as cores nacionais.
Nos dias de embandeiramento, a bandeira é tradicionalmente içada ao nascer e arriada ao pôr do sol. Por razões práticas, são contudo estabelecidas horas específicas para o içamento (normalmente 08h00 ou 09h00) e para o arriamento (normalmente 18h00). A bandeira não deve, em geral, permanecer arvorada durante a noite, mas quando isso aconteça deve permanecer iluminada. Existem situações em que é contudo conveniente que permaneça sempre arvorada, mesmo à noite, como seria o caso de uma fortificação militar sitiada pelo inimigo onde o arriar da bandeira poderia ser interpretado como sinal de rendição.

### Sinal de luto
Um dos principais sinais de funeral ou luto oficial, no âmbito de um país, entidade subnacional ou instituição, consiste na modificação da apresentação da respetiva bandeira. A forma mais comum é a de a arvorar numa posição abaixo do topo do mastro, a qual é conhecida como "meia-haste", "meio-mastro", "meia-adriça" ou "meio-pau". Apesar da designação, essa posição pode não ser necessariamente exatamente a meio do mastro, bastando que seja claramente abaixo do topo daquele. As regras em vigor em alguns países determinam expressamente que a bandeira a meio-mastro deva ser colocada a uma distância do topo igual à da largura da mesma e em outros determinam que seja a uma distância do topo igual a 1/3 do comprimento do mastro.

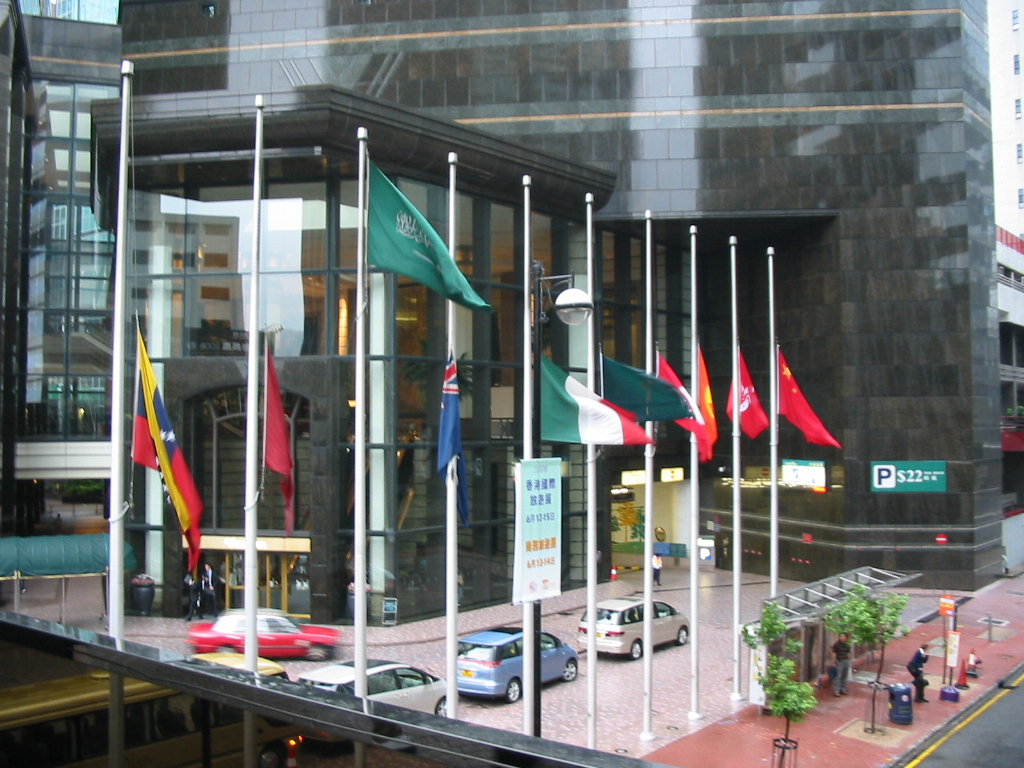
Bandeiras de diversos países colocadas a meio-mastro em Hong-Kong, como sinal de luto pelas vítimas do Sismo de Sichuan de 2008. Por motivos religiosos, a bandeira da Arábia Saudita foi mantida no topo do respetivo mastro.

A forma protocolarmente correta de arvorar uma bandeira a meio-mastro é a de içá-la primeiro até ao topo e só depois a descê-la até à posição inferior. Inversamente, para arriá-la a partir da posição de meio-mastro, a bandeira deve ser primeiro içada até ao topo e só então totalmente descida e removida. Quando várias bandeiras estiverem desfraldadas em conjunto e fique determinado que uma delas seja colocada a meio-mastro, todas as bandeiras hierarquicamente inferiores também o deverão ser, mas não as hierarquicamente superiores.
Em situações em que uma bandeira se encontra fixa à haste de forma permanente ou semipermanente ou quando o mastro não tem um comprimento suficiente que permita colocá-la a meio-mastro, é comum colocar-lhe um crepe negro que - conforme a prática local - pode ser afixado à haste, afixado ao próprio pano da bandeira ou colocado atando a bandeira ao mastro. No passado, era também comum arvorar bandeiras negras - por vezes contendo o brasão nacional - como sinal de luto, prática que ainda hoje é seguida em alguns países.
Por motivos religiosos, simbólicos ou mesmo práticos, certas bandeiras nunca são colocadas a meio-mastro. Exemplos destas são as bandeiras do Afeganistão, da Arábia Saudita, da Somalilândia e do Iraque, uma vez que contêm inscrições religiosas islâmicas relacionadas com a veneração a Alá (o Chacado e o Taquebir) e, por isso, seria considerado um sacrilégio arvorá-las a meio-mastro. Teoricamente, os estandartes dos chefes de estado e a maioria das outras bandeiras pessoais também não se deveriam arvorar a meio-mastro, uma vez que têm a função prática de assinalar a presença da pessoa que representam e como tal só deveriam ser içadas no topo quando a mesma está presente e não ser arvoradas quando a mesma está ausente. Por outro lado, quando um chefe de estado morre, a sua função é imediatamente assumida por outra pessoa, o que faz com que simbolicamente o respetivo estandarte deva manter-se sempre arvorado no topo do mastro. Por razões simbólicas, alguns países determinam que as suas bandeiras arvoradas em certos locais de significado especial nunca sejam colocadas a meio-mastro, mesmo nos dias de luto nacional.
Para além do arvorar ocasional da bandeira a meio-mastro em dias de luto estabelecido pela ocasião da morte de determinadas pessoas, em alguns países está estabelecida a prática de o fazer regularmente em determinadas dias fixos do ano, como recordação de acontecimentos históricos trágicos ocorridos nessas datas. Ocasionalmente, também se pratica arvorar bandeiras a meio-mastro como sinal de protesto ou de acidente.

## Hastes e mastros
As bandeiras são geralmente arvoradas em hastes que, quando de grande dimensão e fixas no solo, em edifícios ou em embarcações, são referidas como "mastros" ou "paus de bandeira".
As bandeiras para disposição em espaços interiores ou para uso em desfiles são normalmente afixadas - de modo semipermanente ou mesmo permanente - a hastes portáteis que podem ser colocadas em bases ou transportadas por porta-bandeiras. As hastes das bandeiras são geralmente simples varas feitas de madeira, metal ou mesmo plástico, tendo o topo rematado por um ferro em formato de ponta de lança ou por um emblema e o extremo inferior reforçado por um conto que serve para encaixar na base ou na suspensão da bandeira.
As bandeiras destinadas a ser desfradadas ao ar livre são normalmente arvoradas em mastros ou paus de bandeira, colocados diretamente no solo, em fachadas e topos de edifícios ou em navios e outras embarcações. A bordo das embarcações, o termo "pau de bandeira" refere-se a uma haste que se destina quase exclusivamente a arvorar bandeiras, enquanto que o termo "mastro" se refere a um elemento estrutural onde se podem içar bandeiras, mas que também tem outros usos distintos como o de suporte de velas, sinais, sensores e luzes. Em terra, porém, os termos "pau de bandeira" e "mastro" têm essencialmente o mesmo significado, prevalecendo hoje em dia o uso do último. Ao contrário das hastes para bandeiras de interior e de desfile, os mastros e paus de bandeira estão em regra projetados para permitir que as bandeiras possam neles ser colocadas, içadas, arriadas e removidas de forma expedita, normalmente através do uso de cabos designados "adriças".

### Configuração
Os mastros de bandeira eram tradicionalmente feitos de madeira, mas hoje em dia são geralmente metálicos. A maioria deles consiste num poste simples colocado verticalmente, capaz de receber uma única bandeira ou, eventualmente, várias colocadas umas sobre as outras. Os mastros colocados nas varandas ou nas fachadas de edifícios são geralmente colocados com um certo grau de inclinação, mas também podem ser colocados na horizontal.
Se a sua altura ou comprimento for superior ao do alcance normal de uma pessoa, a bandeira é neles içada e arriada por meio de uma adriça que dá a volta numa polia fixa junto ao topo do mastro, sendo os seus extremos atados na base. A bandeira é fixada a um dos segmentos da adriça, sendo içada puxando-se o outro segmento. A adriça é então esticada e atada, normalmente, numa peça de duas orelhas designada "cunho" que se encontra fixa junto à base do mastro. No topo do mastro pode estar colocada uma peça circular achatada designada "borla", a qual contém as aberturas (designadas "gornes") no interior das quais trabalham as polias onde as adriças dão a volta. O topo de um mastro também pode ser rematado por elementos simbólicos (esferas armilares em Portugal e águias nos EUA, por exemplo) ou meramente decorativos (como bolas e pontas de lança). 
Na linguagem náutica, o topo do mastro de um navio é designado "tope", sendo este termo frequentemente usado também para designar o topo de um mastro de bandeira, bem como a posição de uma bandeira quando aí arvorada.
Para além dos mastros simples, existem mastros com verga (trave horizontal e transversal ao mastro) e eventualmente com carangueja (trave oblíqua e longitudinal ao mastro), emulando os mastros de navios veleiros e frequentemente usados em instalações náuticas. As vergas e a carangueja deste tipo de mastros dispõem de adriças, para ali serem içadas bandeiras ou conjuntos de bandeiras.
A maioria dos mastros de bandeira apresenta-se pintado de branco, cinza ou outra cor neutra. Em alguns países, contudo, é prática pintá-los com as cores simbólicas nacionais ou locais, normalmente sob a forma de listras helicoidais.
Ainda que a maioria dos mastros de bandeiras tenha uma construção relativamente simples, muitos deles destacam-se por apresentarem características artísticas ou técnicas notáveis, constituindo assim obras importantes de arquitetura ou de engenharia. Os mastros de bandeiras muito altos ou que suportem bandeiras de grandes dimensões, podem ter que ser estruturas de engenharia complexas e de grande resistência.
- Mastro assente no solo, arvorando a bandeira do Uruguai.
- Mastro de fachada, arvorando a bandeira de Portugal.
- Mastro com verga e carangueja, arvorando a bandeira da Alemanha na carangueja, bem como outras bandeiras na verga e no tope.
- Mastro com borla e respetivos gornes, arvorando a bandeira da Nova Zelândia.
- Águia simbólica da Áustria figurando como remate de um mastro de bandeira.
- Mastro de bandeira decorado com as cores nacionais gregas.

### Mastros recordistas
Como forma de homenagear as respetivas bandeiras, de celebrar eventos históricos importantes ou de promover o patriotismo, muitos governos nacionais e subnacionais, bem como outras entidades, decidiram manter desfraldadas em locais simbólicos, bandeiras monumentais de grandes dimensões. Para tal, tiveram de ser construídos mastros especiais, normalmente com mais de 50 m de altura, muitos dos quais constituindo notáveis obras de engenharia e arquitetura.

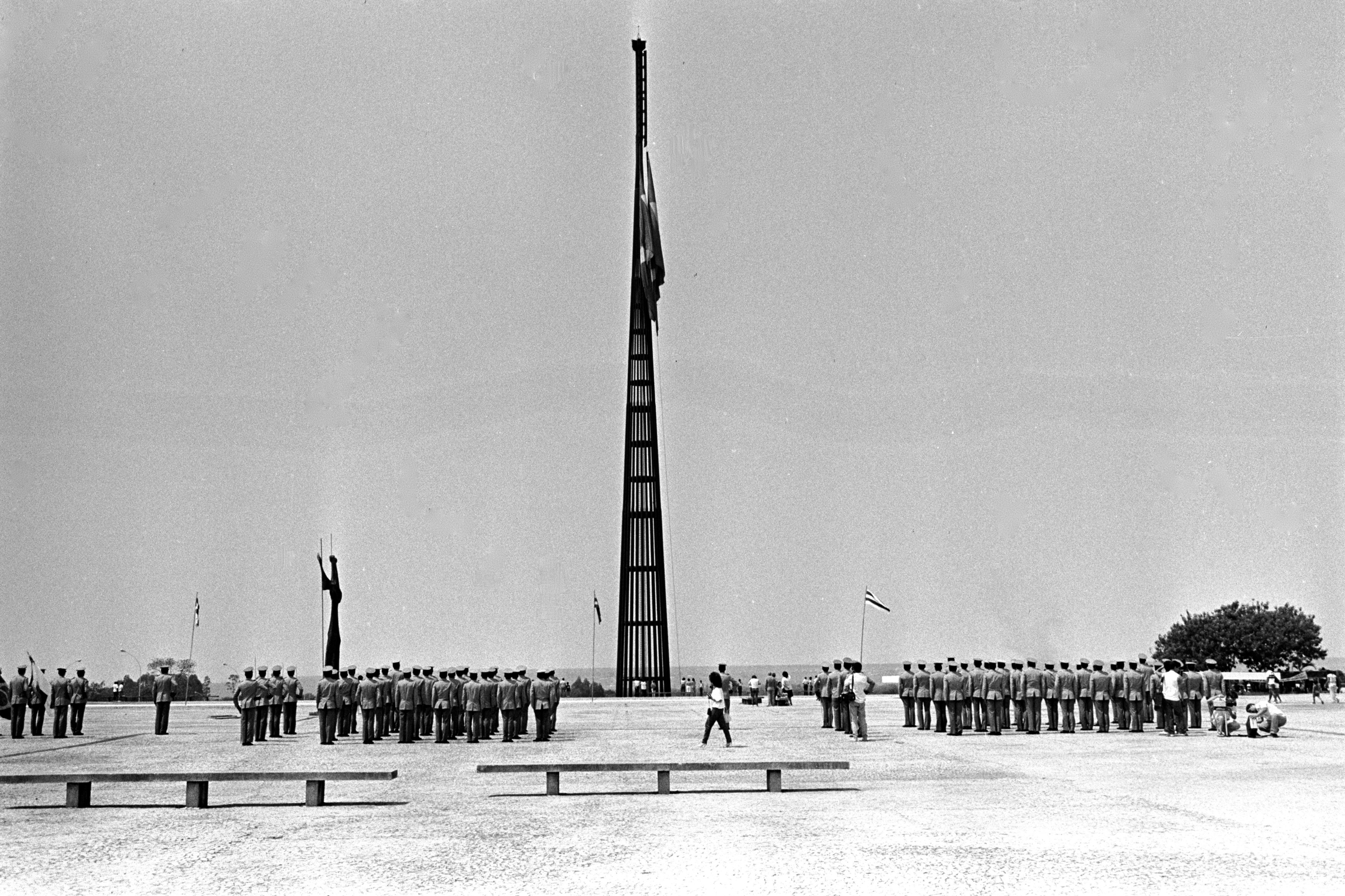
Inauguração do mastro especial da Praça dos Três Poderes em Brasília, na época suportando a maior bandeira arvorada do mundo, 1972.

O primeiro mastro de dimensões monumentais dos tempos modernos foi o mastro especial da Praça dos Três Poderes, em Brasília, erigido na sequência da Lei dos símbolos nacionais do Brasil de 1971, segundo o projeto do arquiteto Sérgio Bernardes e inaugurado em 19 de novembro de 1972. O mastro tem 100 m de altura e suporta uma bandeira do Brasil com 286 m², a qual era, na época, a maior bandeira permanentemente desfraldada do mundo, recorde que manteve durante cerca de 30 anos.
No século XXI, surgiu a tendência - iniciada nos países islâmicos mas que se alargou ao resto do mundo - da construção de mastros monumentais, arvorando bandeiras de grandes dimensões. Na maior parte dos países, existe um único mastro deste tipo num local simbólico, mas o governo do México foi muito mais além, lançando um programa de bandeiras monumentais, que incluiu a construção de dezenas mastros, com um mínimo de 50 m de altura, em diversos locais espalhados por todo o país. A construção sucessiva de mastros monumentais por todo o mundo tem feito com que tenham vindo a ser sucessivamente batidos os recordes tanto de mastro mais alto como de maior bandeira arvorada do mundo.
Desde 26 de dezembro de 2021, o mais alto mastro autossustentado de bandeira do mundo é o do Cairo, Egito, situado na Nova Capital Administrativa, com 201,952 m de altura, pesando 1040 toneladas e arvorando uma bandeira com 2400 m². O mastro de bandeira do Cairo ultrapassou os anteriores detentores do recorde, que foram o mastro de Gidá, Arábia Saudita (171 m de altura), o mastro de Duxambé, Tajiquistão (165 m) e o mastro nacional em Bacu, Azerbeijão (162 m). O mastro de Kijŏng-dong, Coreia do Norte (160 m de altura) foi durante algum tempo considerado o mais alto do mundo, porém não é na realidade um verdadeiro mastro autossustentado, mas sim um mastro de bandeira instalado no topo de uma torre de telecomunicações. Os três mastros de bandeira de São Petersburgo (175 m de altura), Rússia são presentemente os mais altos da Europa e os segundos mais altos do mundo, mas nunca detiveram o recorde de mastro mais alto do mundo.
Apenas no âmbito do mundo de língua portuguesa, o mastro especial da Praça dos Três Poderes em Brasília continua sendo o mais alto mastro de bandeira, sendo seguido pelo mastro da bandeira-monumento em Luanda com 75 m de altura. A Torre Vasco da Gama em Lisboa, com 175 m de altura, apesar de constituir o suporte de bandeira mais alto do mundo de língua portuguesa, não é contudo um mastro autossustentado mas sim uma torre panorâmica com um mastro de bandeira no topo.
- Mastro do Cairo (c. 201 m), arvorando a bandeira do EgitoMastro do Cairo (c. 201 m), arvorando a bandeira do Egito
- Mastros de São Petersburgo (175 m), arvorando três bandeiras históricas da Rússia (imperial, soviética e atual)
- Mastro de Gidá (171 m), arvorando a bandeira da Arábia Saudita
- Mastro de Duxambé (165 m), arvorando a bandeira do Tajiquistão
- Mastro nacional em Bacu (162 m), arvorando a bandeira do Azerbaijão
- Mastro de Kijŏng-dong (160 m), arvorando a bandeira da Coreia do Norte